# Tour cycliste féminin international de l'Ardèche 2024
La 22e édition du Tour cycliste féminin international de l'Ardèche a lieu du 3 au 8 septembre 2024. La course fait partie du calendrier UCI féminin en catégorie 2.1.

## Parcours
Le parcours de l'édition 2024 long de 496,26 km et cumulant 7 664 m de dénivelé positif comporte 6 étapes, dont un contre-la-montre pour la première fois depuis 2017,,.

## Équipes
24 équipes féminines sont invités à participer à la 22e édition de cette course à étapes.
| UCI Women's WorldTeams (3)- FDJ-Suez - Liv AlUla Jayco - UAE Team ADQ Équipes féminines continentales (20)- Arkea-B&B Hotels women - Komugi-Grand Est - St Michel-Mavic-Auber93 - Winspace - Alba Development Road Team - Canyon//SRAM Generation - Bepink-Bongioanni - Chevalmeire - EF-Oatly-Cannondale - GT Krush RebelLease - Laboral Kutxa-Fundacion Euskadi - Maxx-Solar Rose Women Racing - Primeau Vélo-Groupe Abadie - Proximus-Cyclis CT - VolkerWessels - Pro-Noctis-200° Coffee-Hargreaves Contracting - Lotto Dstny Ladies - Cynisca Cycling - A.S.D. K2 Women Team - DNA Pro Cycling Équipe régionale et de club- WCC Team |
| |

## Étapes
| Étape     | Date    | Villes étapes                            | type                        | Distance (km) | Vainqueur d'étape | Leader du classement général |
| --------- | ------- | ---------------------------------------- | --------------------------- | ------------- | ----------------- | ---------------------------- |
| 1re étape | 3 sept. | Saint-Fortunat-sur-Eyrieux – Beauchastel | étape vallonnée             | 88,12         | Thalita de Jong   | Thalita de Jong              |
| 2e étape  | 4 sept. | Tournon-sur-Rhône – Mauves               | étape vallonnée             | 81,61         | Thalita de Jong   | Thalita de Jong              |
| 3e étape  | 5 sept. | Avignon – Bollène                        | étape vallonnée             | 126,39        | Nina Buysman      | Thalita de Jong              |
| 4e étape  | 6 sept. | Goudargues – Méjannes-le-Clap            | contre-la-montre individuel | 15,76         | Maëva Squiban     | Thalita de Jong              |
| 5e étape  | 7 sept. | La Canourgue – mont Lozère               | étape de montagne           | 103,75        | Fariba Hashimi    | Thalita de Jong              |
| 6e étape  | 8 sept. | Le Pouzin – Privas                       | étape vallonnée             | 80,63         | Eline Jansen      | Thalita de Jong              |

## Favorites
Plusieurs coureuses sont pressenties pour la victoire finale. Valentina Cavallar, 6e meilleure grimpeuse du Tour de France Femmes 2024 et 22e au classement général, Thalita de Jong 10e du TDFF 2024,  Laura Molenaar victorieuse au dernier Tour de Pologne féminin, ou encore Marion Bunel la dernière gagnante du Tour de l'Avenir Femmes. La championne olympique 2024 Kristen Faulkner est annoncée partante par son équipe mais est finalement absente de la sélection.

## Déroulement de la course

### 1reétape
La première étape de cette édition relie Saint-Fortunat-sur-Eyrieux à Beauchastel en 88.1km. Trois côtes sont répertoriées dont le col de Serre-Mure depuis Saint-Laurent-du-Pape d'une pente moyenne de 8.21%. Quatre sprints sont organisés sur les communes des Ollières-sur-Eyrieux, Saint-Fortunat-sur-Eyrieux, Vernoux-en-Vivarais, et Alboussière.
À l'issue de l'étape, la Néerlandaise Thalita De Jong s'empare de la tête du classement général et du classement par points avec un total de 15 points contre 10 pour Karolina Perekitko. Valentina Cavallar occupe la première place du classement de la montagne avec 15 points. Le classement des meilleures jeunes est dominé par un trio français constitué de Marion Bunel, Maëva Squiban et Titia Ryo,.

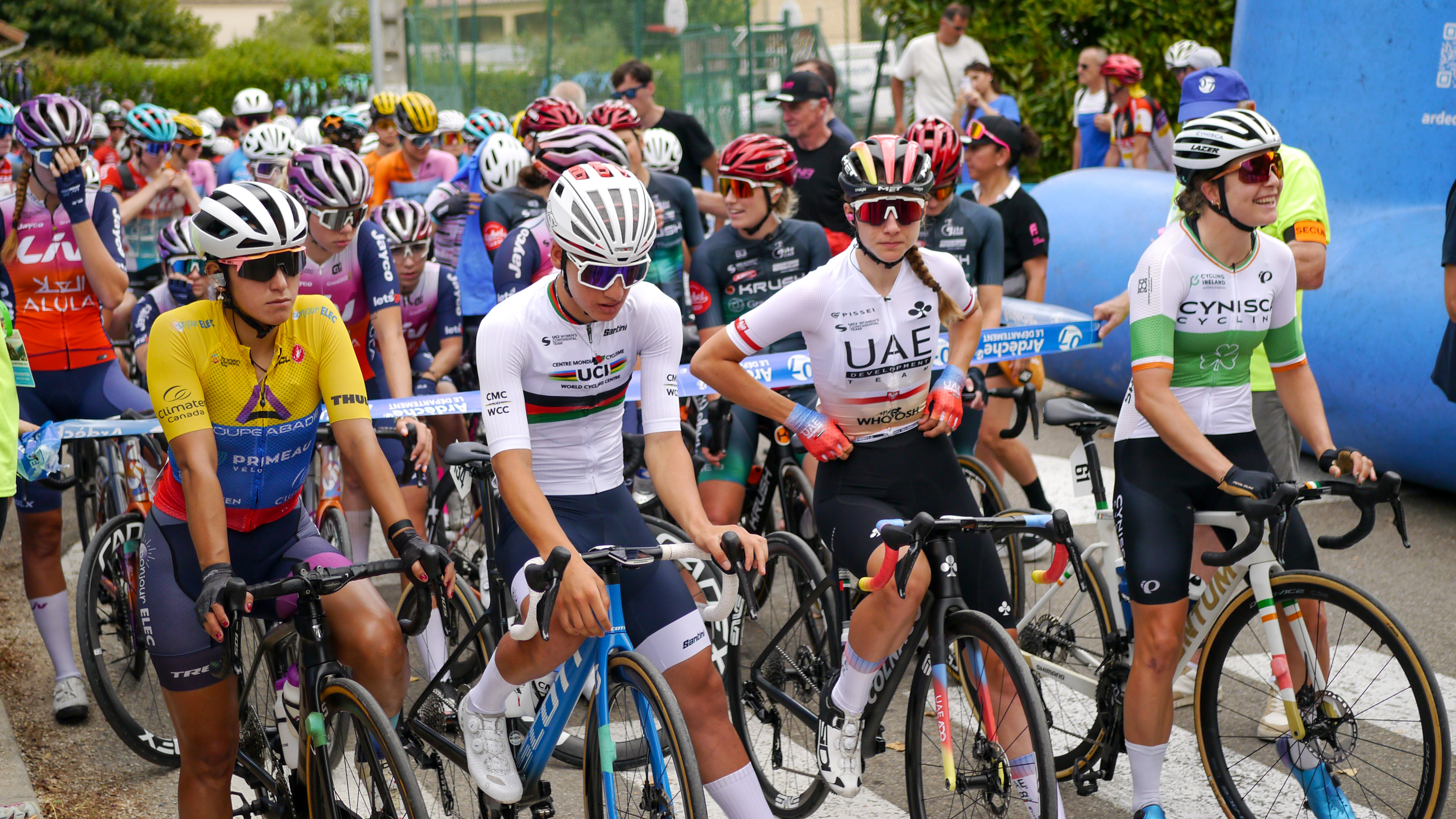
Les championnes nationales alignées en tête au départ fictif.
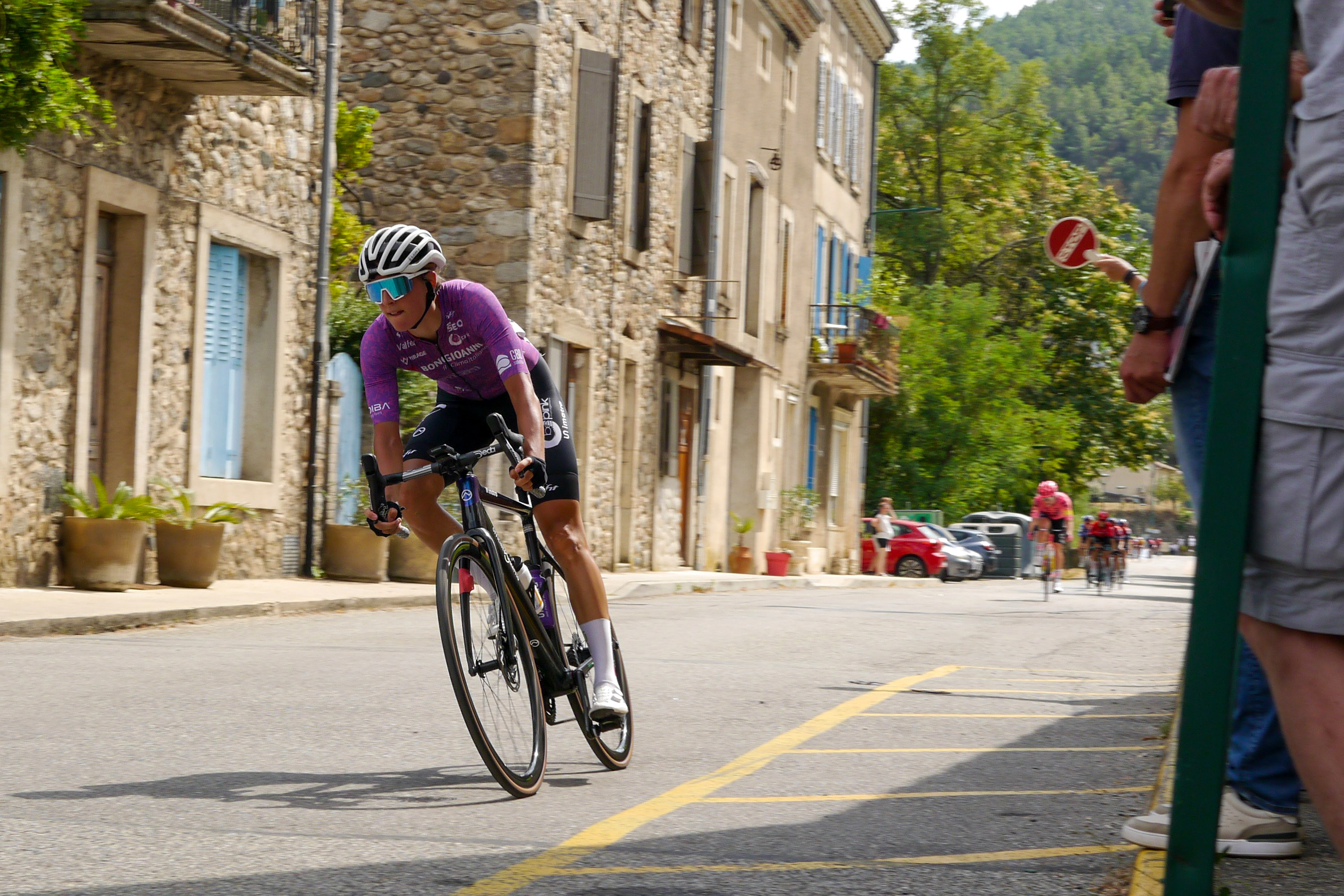
Monica Trinca Colonel devance ses concurrentes avant le deuxième sprint intermédiaire.
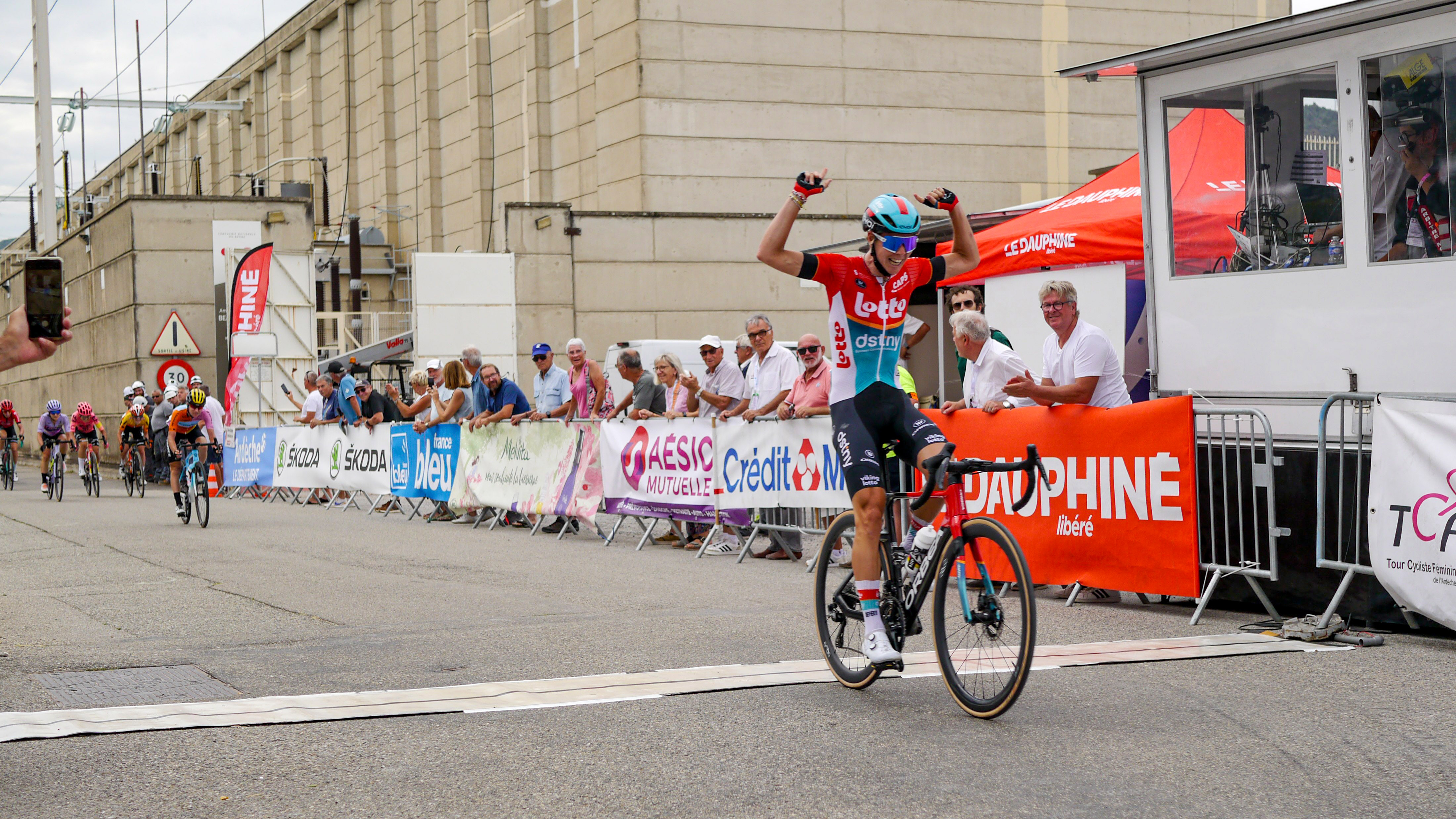
Thalita De Jong passe la ligne d'arrivée.

| \| Classement de l'étape \| Classement de l'étape \| Classement de l'étape \| Classement de l'étape \| Classement de l'étape \| \| Coureur \| Coureur \| Pays \| Équipe \| Temps \| \| --------------------- \| --------------------- \| --------------------- \| ------------------------------- \| --------------------- \| \| 1re \| Thalita de Jong[12] \| Pays-Bas \| Lotto Dstny Ladies \| 2 h 32 min 10 s \| \| 2e \| Karolina Perekitko \| Pologne \| Winspace \| + 1 s \| \| 3e \| Debora Silvestri \| Italie \| Laboral Kutxa-Fundación Euskadi \| + 1 s \| \| 4e \| Marion Bunel \| France \| St Michel-Mavic-Auber 93 \| + 1 s \| \| 5e \| Clara Emond \| Canada \| EF-Oatly-Cannondale \| + 1 s \| \| 6e \| Lotte Claes \| Belgique \| Arkéa-B&B Hotels Women \| + 1 s \| \| 7e \| Valentina Cavallar \| Autriche \| Arkéa-B&B Hotels Women \| + 1 s \| \| 8e \| Monica Trinca Colonel \| Italie \| Bepink-Bongioanni \| + 37 s \| \| 9e \| Maëva Squiban[12] \| France \| Arkéa-B&B Hotels Women \| + 2 min 20 s \| \| 10e \| Dominika Włodarczyk \| Pologne \| UAE Team ADQ \| + 3 min 07 s \| |                       |          |                                 |                 |
| |                       |          |                                 |                 |
| |                       |          |                                 |                 |
| Classement de l'étape |                       |          |                                 |                 |
| Coureur | Coureur               | Pays     | Équipe                          | Temps           |
| 1re | Thalita de Jong       | Pays-Bas | Lotto Dstny Ladies              | 2 h 32 min 10 s |
| 2e | Karolina Perekitko    | Pologne  | Winspace                        | + 1 s           |
| 3e | Debora Silvestri      | Italie   | Laboral Kutxa-Fundación Euskadi | + 1 s           |
| 4e | Marion Bunel          | France   | St Michel-Mavic-Auber 93        | + 1 s           |
| 5e | Clara Emond           | Canada   | EF-Oatly-Cannondale             | + 1 s           |
| 6e | Lotte Claes           | Belgique | Arkéa-B&B Hotels Women          | + 1 s           |
| 7e | Valentina Cavallar    | Autriche | Arkéa-B&B Hotels Women          | + 1 s           |
| 8e | Monica Trinca Colonel | Italie   | Bepink-Bongioanni               | + 37 s          |
| 9e | Maëva Squiban         | France   | Arkéa-B&B Hotels Women          | + 2 min 20 s    |
| 10e | Dominika Włodarczyk   | Pologne  | UAE Team ADQ                    | + 3 min 07 s    |

| \| Classement général \| Classement général \| Classement général \| Classement général \| Classement général \| \| Coureur \| Coureur \| Pays \| Équipe \| Temps \| \| ------------------ \| --------------------- \| ------------------ \| ------------------------------- \| ------------------ \| \| 1re \| Thalita de Jong[12] \| Pays-Bas \| Lotto Dstny Ladies \| 2 h 32 min 10 s \| \| 2e \| Karolina Perekitko \| Pologne \| Winspace \| + 1 s \| \| 3e \| Debora Silvestri \| Italie \| Laboral Kutxa-Fundación Euskadi \| + 1 s \| \| 4e \| Marion Bunel \| France \| St Michel-Mavic-Auber 93 \| + 1 s \| \| 5e \| Clara Emond \| Canada \| EF-Oatly-Cannondale \| + 1 s \| \| 6e \| Lotte Claes \| Belgique \| Arkéa-B&B Hotels Women \| + 1 s \| \| 7e \| Valentina Cavallar \| Autriche \| Arkéa-B&B Hotels Women \| + 1 s \| \| 8e \| Monica Trinca Colonel \| Italie \| Bepink-Bongioanni \| + 37 s \| \| 9e \| Maëva Squiban \| France \| Arkéa-B&B Hotels Women \| + 2 min 20 s \| \| 10e \| Dominika Włodarczyk \| Pologne \| UAE Team ADQ \| + 3 min 07 s \| |                       |          |                                 |                 |
| |                       |          |                                 |                 |
| |                       |          |                                 |                 |
| Classement général |                       |          |                                 |                 |
| Coureur | Coureur               | Pays     | Équipe                          | Temps           |
| 1re | Thalita de Jong       | Pays-Bas | Lotto Dstny Ladies              | 2 h 32 min 10 s |
| 2e | Karolina Perekitko    | Pologne  | Winspace                        | + 1 s           |
| 3e | Debora Silvestri      | Italie   | Laboral Kutxa-Fundación Euskadi | + 1 s           |
| 4e | Marion Bunel          | France   | St Michel-Mavic-Auber 93        | + 1 s           |
| 5e | Clara Emond           | Canada   | EF-Oatly-Cannondale             | + 1 s           |
| 6e | Lotte Claes           | Belgique | Arkéa-B&B Hotels Women          | + 1 s           |
| 7e | Valentina Cavallar    | Autriche | Arkéa-B&B Hotels Women          | + 1 s           |
| 8e | Monica Trinca Colonel | Italie   | Bepink-Bongioanni               | + 37 s          |
| 9e | Maëva Squiban         | France   | Arkéa-B&B Hotels Women          | + 2 min 20 s    |
| 10e | Dominika Włodarczyk   | Pologne  | UAE Team ADQ                    | + 3 min 07 s    |

### 2eétape
Cette étape au départ de Tournon-sur-Rhône rejoint Mauves en 81.6km. Trois côtes sont répertoriées dont la première arrive devant le Château de Chavagnac sur la commune de Lemps. Quatre sprints sont organisés sur les communes de Tournon-sur-Rhône, Etables, Saint-Félicien, et Colombier-le-Vieux.
L'étape se déroule en partie sous la pluie ce qui cause de nombreuses chutes dans les descentes. Le peloton est mené par Thalita de Jong dans la première difficulté. La championne d'Irlande Fiona Mangan s'échappe dans la descente après Colombier-le-Vieux, avant d'être reprise peu avant la dernière difficulté. L'étape est remportée par Thalita de Jong, suivie par Sarah Van Dam et Eline Jansen,.
| \| Classement de l'étape \| Classement de l'étape \| Classement de l'étape \| Classement de l'étape \| Classement de l'étape \| \| Coureur \| Coureur \| Pays \| Équipe \| Temps \| \| --------------------- \| --------------------- \| --------------------- \| ------------------------------- \| --------------------- \| \| 1re \| Thalita de Jong[17] \| Pays-Bas \| Lotto Dstny Ladies \| 2 h 11 min 16 s \| \| 2e \| Sarah Van Dam \| Canada \| DNA Pro Cycling \| + 0 s \| \| 3e \| Eline Jansen \| Pays-Bas \| VolkerWessels \| + 0 s \| \| 4e \| Monica Trinca Colonel \| Italie \| Bepink-Bongioanni \| + 0 s \| \| 5e \| Nadia Quagliotto \| Italie \| Laboral Kutxa-Fundación Euskadi \| + 0 s \| \| 6e \| Dominika Włodarczyk \| Pologne \| UAE Team ADQ \| + 0 s \| \| 7e \| Mara Roldan \| Canada \| Cynisca Cycling \| + 0 s \| \| 8e \| Jade Wiel \| France \| FDJ-Suez \| + 0 s \| \| 9e \| Camille Fahy \| France \| St Michel-Mavic-Auber 93 \| + 0 s \| \| 10e \| Léa Curinier \| France \| FDJ-Suez \| + 0 s \| |                       |          |                                 |                 |
| |                       |          |                                 |                 |
| |                       |          |                                 |                 |
| Classement de l'étape |                       |          |                                 |                 |
| Coureur | Coureur               | Pays     | Équipe                          | Temps           |
| 1re | Thalita de Jong       | Pays-Bas | Lotto Dstny Ladies              | 2 h 11 min 16 s |
| 2e | Sarah Van Dam         | Canada   | DNA Pro Cycling                 | + 0 s           |
| 3e | Eline Jansen          | Pays-Bas | VolkerWessels                   | + 0 s           |
| 4e | Monica Trinca Colonel | Italie   | Bepink-Bongioanni               | + 0 s           |
| 5e | Nadia Quagliotto      | Italie   | Laboral Kutxa-Fundación Euskadi | + 0 s           |
| 6e | Dominika Włodarczyk   | Pologne  | UAE Team ADQ                    | + 0 s           |
| 7e | Mara Roldan           | Canada   | Cynisca Cycling                 | + 0 s           |
| 8e | Jade Wiel             | France   | FDJ-Suez                        | + 0 s           |
| 9e | Camille Fahy          | France   | St Michel-Mavic-Auber 93        | + 0 s           |
| 10e | Léa Curinier          | France   | FDJ-Suez                        | + 0 s           |

| \| Classement général \| Classement général \| Classement général \| Classement général \| Classement général \| \| Coureur \| Coureur \| Pays \| Équipe \| Temps \| \| ------------------ \| --------------------- \| ------------------ \| ------------------------------- \| ------------------ \| \| 1re \| Thalita de Jong[17] \| Pays-Bas \| Lotto Dstny Ladies \| 4 h 43 min 26 s \| \| 2e \| Marion Bunel \| France \| St Michel-Mavic-Auber 93 \| + 1 s \| \| 3e \| Karolina Perekitko \| Pologne \| Winspace \| + 1 s \| \| 4e \| Lotte Claes \| Belgique \| Arkéa-B&B Hotels Women \| + 1 s \| \| 5e \| Valentina Cavallar \| Autriche \| Arkéa-B&B Hotels Women \| + 1 s \| \| 6e \| Debora Silvestri \| Italie \| Laboral Kutxa-Fundación Euskadi \| + 28 s \| \| 7e \| Monica Trinca Colonel \| Italie \| Bepink-Bongioanni \| + 37 s \| \| 8e \| Maëva Squiban \| France \| Arkéa-B&B Hotels Women \| + 2 min 20 s \| \| 9e \| Dominika Włodarczyk \| Pologne \| UAE Team ADQ \| + 3 min 07 s \| \| 10e \| Sarah Van Dam \| Canada \| DNA Pro Cycling \| + 3 min 36 s \| |                       |          |                                 |                 |
| |                       |          |                                 |                 |
| |                       |          |                                 |                 |
| Classement général |                       |          |                                 |                 |
| Coureur | Coureur               | Pays     | Équipe                          | Temps           |
| 1re | Thalita de Jong       | Pays-Bas | Lotto Dstny Ladies              | 4 h 43 min 26 s |
| 2e | Marion Bunel          | France   | St Michel-Mavic-Auber 93        | + 1 s           |
| 3e | Karolina Perekitko    | Pologne  | Winspace                        | + 1 s           |
| 4e | Lotte Claes           | Belgique | Arkéa-B&B Hotels Women          | + 1 s           |
| 5e | Valentina Cavallar    | Autriche | Arkéa-B&B Hotels Women          | + 1 s           |
| 6e | Debora Silvestri      | Italie   | Laboral Kutxa-Fundación Euskadi | + 28 s          |
| 7e | Monica Trinca Colonel | Italie   | Bepink-Bongioanni               | + 37 s          |
| 8e | Maëva Squiban         | France   | Arkéa-B&B Hotels Women          | + 2 min 20 s    |
| 9e | Dominika Włodarczyk   | Pologne  | UAE Team ADQ                    | + 3 min 07 s    |
| 10e | Sarah Van Dam         | Canada   | DNA Pro Cycling                 | + 3 min 36 s    |

### 3eétape

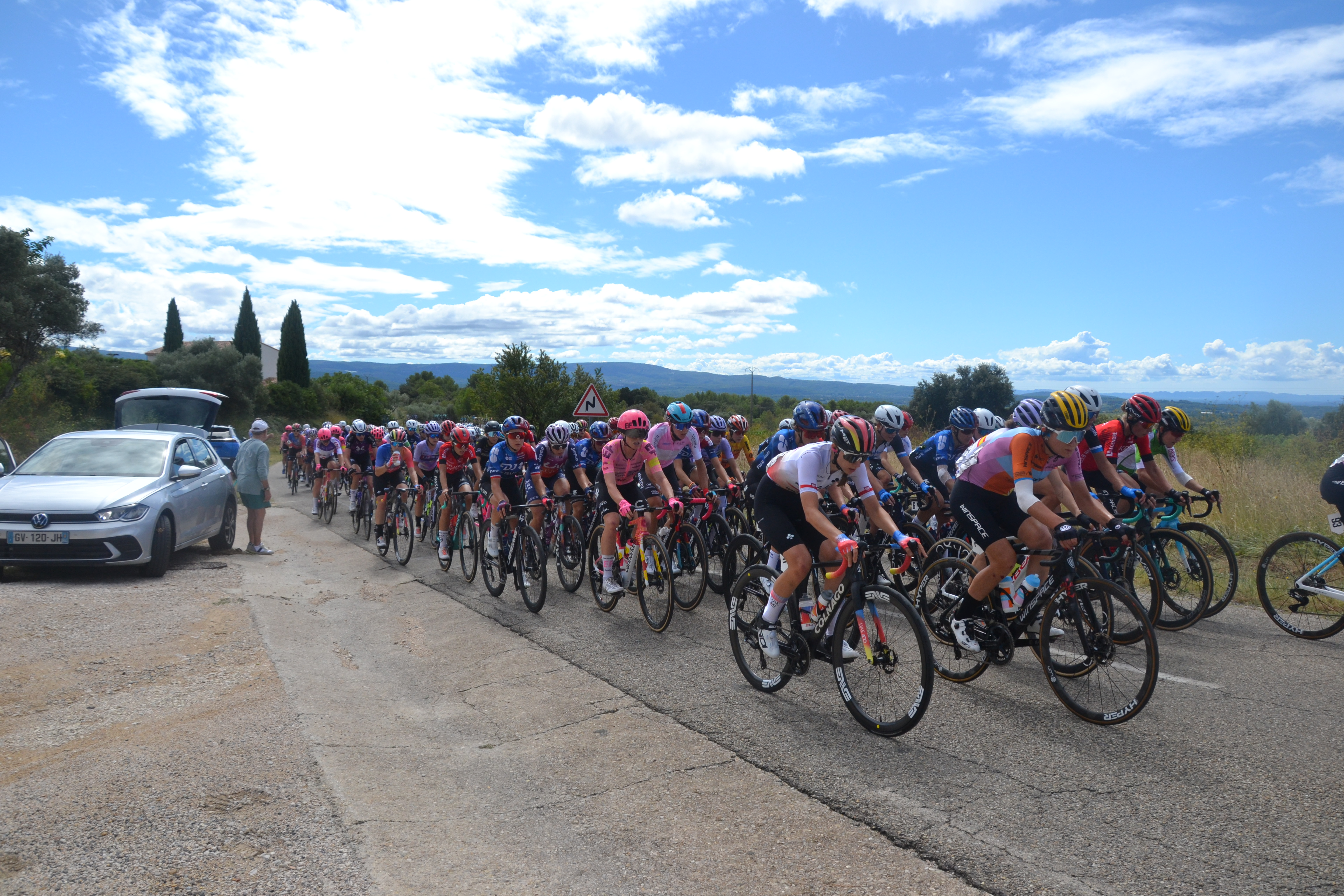
Au coeur du peloton : Thalita de Jong avec le maillot rose de leader, suivant Nina Buijsman vainqueur de l'étape.

Cette étape au départ de la place de l'Horloge à Avignon rejoint Bollène en 126.2km. Trois côtes sont répertoriées dont le col de la Madeleine depuis Bédoin dont les pentes atteignent jusqu'à 5.5%. Trois sprints sont organisés sur ce parcours sur les communes de Pernes-les-Fontaines, Entrechaux, et Buisson.
Thalita de Jong, leader du classement général passe les deux premiers grands prix de la montagne en tête. Nathalie Bex s'échappe ensuite, puis est rejointe par trois autres coureuses : Nina Buysman, la championne d'Espagne Usoa Ostolaza, et Nadia Gontova. Le peloton réduit l'écart à moins d'une minute mais ne parvient pas à le combler. L'échappée arrive au bout. Les coureuses s'expliquent dans la courte mais difficile montée René Vietto de Bollène qui mène Nina Buysman à la victoire,.
| \| Classement de l'étape \| Classement de l'étape \| Classement de l'étape \| Classement de l'étape \| Classement de l'étape \| \| Coureur \| Coureur \| Pays \| Équipe \| Temps \| \| --------------------- \| --------------------- \| --------------------- \| ------------------------------- \| --------------------- \| \| 1re \| Nina Buysman \| Pays-Bas \| FDJ-Suez \| 3 h 10 min 08 s \| \| 2e \| Usoa Ostolaza \| Espagne \| Laboral Kutxa-Fundación Euskadi \| + 0 s \| \| 3e \| Nadia Gontova \| Canada \| DNA Pro Cycling \| + 0 s \| \| 4e \| Nathalie Bex \| Belgique \| Chevalmeire \| + 5 s \| \| 5e \| Thalita de Jong \| Pays-Bas \| Lotto Dstny Ladies \| + 30 s \| \| 6e \| Dominika Włodarczyk \| Pologne \| UAE Team ADQ \| + 30 s \| \| 7e \| Nadia Quagliotto \| Italie \| Laboral Kutxa-Fundación Euskadi \| + 30 s \| \| 8e \| Sarah Van Dam \| Canada \| DNA Pro Cycling \| + 30 s \| \| 9e \| Eline Jansen \| Pays-Bas \| VolkerWessels \| + 30 s \| \| 10e \| Léa Curinier \| France \| FDJ-Suez \| + 30 s \| |                     |          |                                 |                 |
| |                     |          |                                 |                 |
| |                     |          |                                 |                 |
| Classement de l'étape |                     |          |                                 |                 |
| Coureur | Coureur             | Pays     | Équipe                          | Temps           |
| 1re | Nina Buysman        | Pays-Bas | FDJ-Suez                        | 3 h 10 min 08 s |
| 2e | Usoa Ostolaza       | Espagne  | Laboral Kutxa-Fundación Euskadi | + 0 s           |
| 3e | Nadia Gontova       | Canada   | DNA Pro Cycling                 | + 0 s           |
| 4e | Nathalie Bex        | Belgique | Chevalmeire                     | + 5 s           |
| 5e | Thalita de Jong     | Pays-Bas | Lotto Dstny Ladies              | + 30 s          |
| 6e | Dominika Włodarczyk | Pologne  | UAE Team ADQ                    | + 30 s          |
| 7e | Nadia Quagliotto    | Italie   | Laboral Kutxa-Fundación Euskadi | + 30 s          |
| 8e | Sarah Van Dam       | Canada   | DNA Pro Cycling                 | + 30 s          |
| 9e | Eline Jansen        | Pays-Bas | VolkerWessels                   | + 30 s          |
| 10e | Léa Curinier        | France   | FDJ-Suez                        | + 30 s          |

| \| Classement général \| Classement général \| Classement général \| Classement général \| Classement général \| \| Coureur \| Coureur \| Pays \| Équipe \| Temps \| \| ------------------ \| --------------------- \| ------------------ \| ------------------------------- \| ------------------ \| \| 1re \| Thalita de Jong[25] \| Pays-Bas \| Lotto Dstny Ladies \| 7 h 54 min 04 s \| \| 2e \| Marion Bunel \| France \| St Michel-Mavic-Auber 93 \| + 10 s \| \| 3e \| Lotte Claes \| Belgique \| Arkéa-B&B Hotels Women \| + 19 s \| \| 4e \| Valentina Cavallar \| Autriche \| Arkéa-B&B Hotels Women \| + 19 s \| \| 5e \| Karolina Perekitko \| Pologne \| Winspace \| + 19 s \| \| 6e \| Debora Silvestri \| Italie \| Laboral Kutxa-Fundación Euskadi \| + 37 s \| \| 7e \| Monica Trinca Colonel \| Italie \| Bepink-Bongioanni \| + 41 s \| \| 8e \| Maëva Squiban \| France \| Arkéa-B&B Hotels Women \| + 2 min 24 s \| \| 9e \| Nadia Gontova \| Canada \| DNA Pro Cycling \| + 3 min 06 s \| \| 10e \| Dominika Włodarczyk \| Pologne \| UAE Team ADQ \| + 3 min 07 s \| |                       |          |                                 |                 |
| |                       |          |                                 |                 |
| |                       |          |                                 |                 |
| Classement général |                       |          |                                 |                 |
| Coureur | Coureur               | Pays     | Équipe                          | Temps           |
| 1re | Thalita de Jong       | Pays-Bas | Lotto Dstny Ladies              | 7 h 54 min 04 s |
| 2e | Marion Bunel          | France   | St Michel-Mavic-Auber 93        | + 10 s          |
| 3e | Lotte Claes           | Belgique | Arkéa-B&B Hotels Women          | + 19 s          |
| 4e | Valentina Cavallar    | Autriche | Arkéa-B&B Hotels Women          | + 19 s          |
| 5e | Karolina Perekitko    | Pologne  | Winspace                        | + 19 s          |
| 6e | Debora Silvestri      | Italie   | Laboral Kutxa-Fundación Euskadi | + 37 s          |
| 7e | Monica Trinca Colonel | Italie   | Bepink-Bongioanni               | + 41 s          |
| 8e | Maëva Squiban         | France   | Arkéa-B&B Hotels Women          | + 2 min 24 s    |
| 9e | Nadia Gontova         | Canada   | DNA Pro Cycling                 | + 3 min 06 s    |
| 10e | Dominika Włodarczyk   | Pologne  | UAE Team ADQ                    | + 3 min 07 s    |

### 4eétape
Cette quatrième étape consiste en un contre-la-montre de 15km entre les communes de Goudargues et Méjannes-le-Clap dans le département du Gard,.
Célia Le Mouël, en tête durant une heure avec un temps de 24 minutes et 41 secondes, se voit détrônée par Maëva Squiban qui gagne l'étape en terminant en 24 minutes et 4 secondes. Dominika Włodarczyk prend (à sa surprise selon ses déclarations) la deuxième place avec 6 secondes de retard et Nina Buijsman la troisième. La leader du classement général Thalita de Jong finit quatrième, mettant en cause notamment une météo changeante. Elle augmente malgré tout son avance sur Marion Bunel, seconde du classement général,.

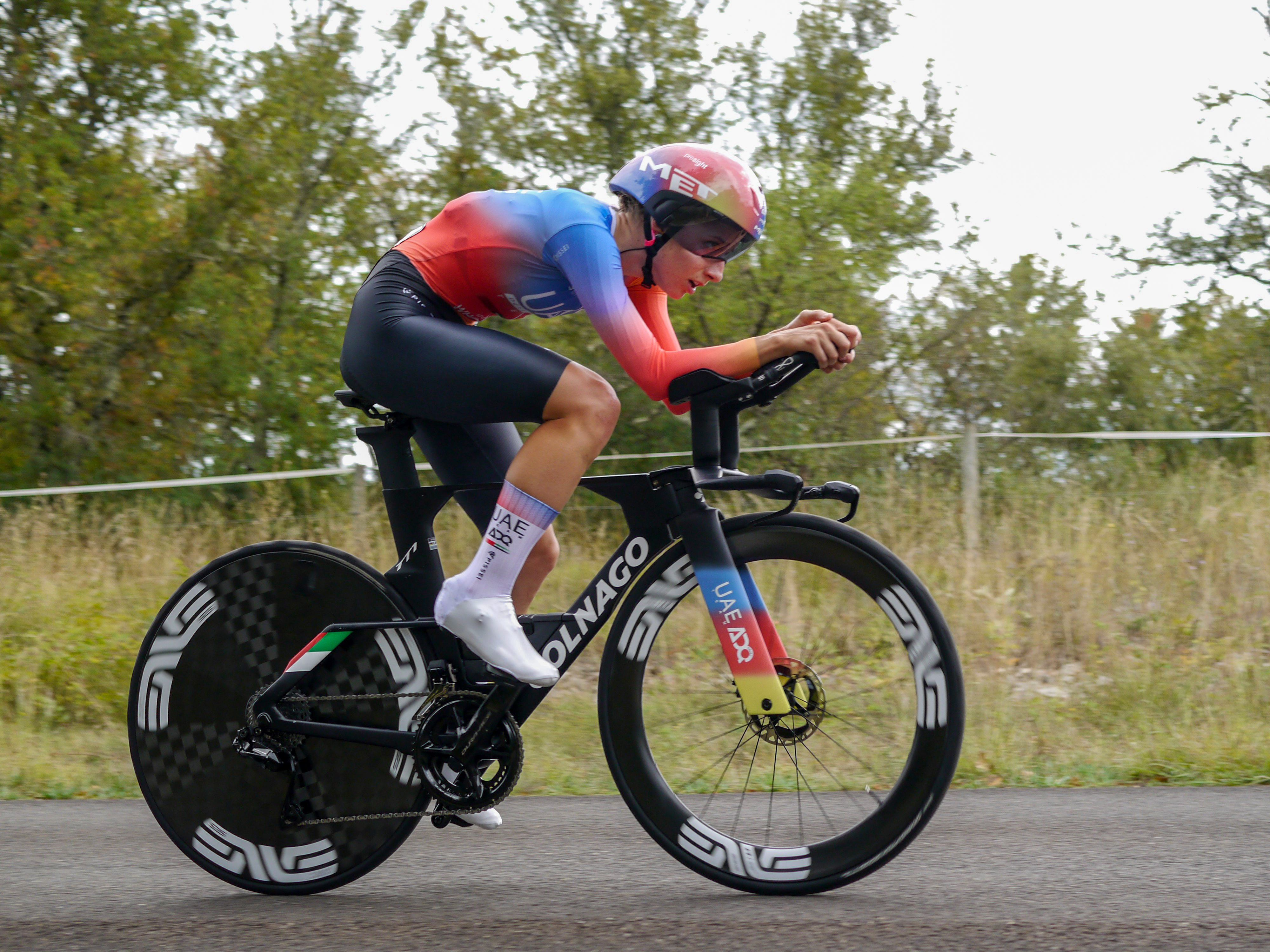
Dominika Włodarczyk, 2eme de l'étape[32].
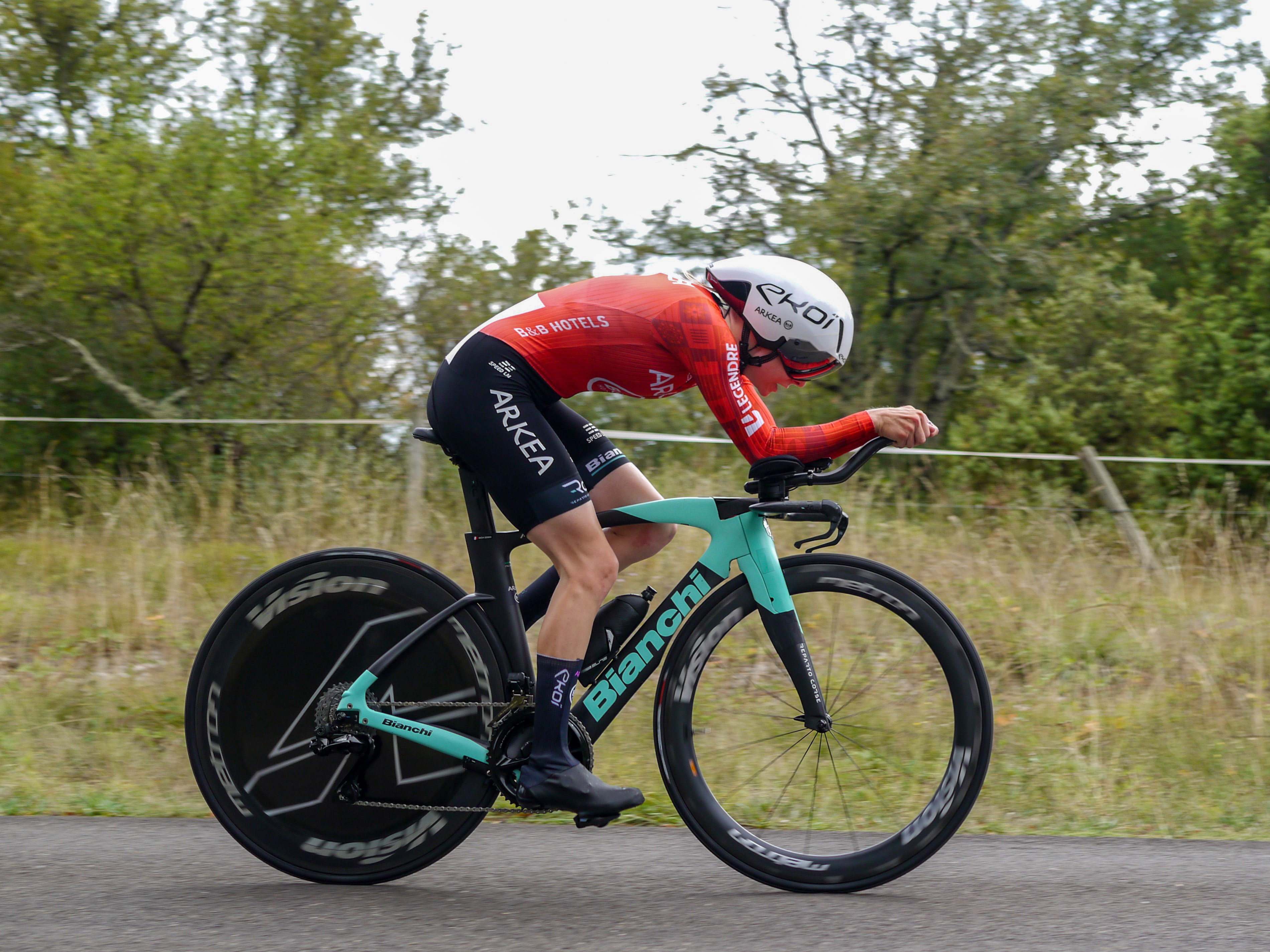
Maëva Squiban vainqueur de l'étape[32].
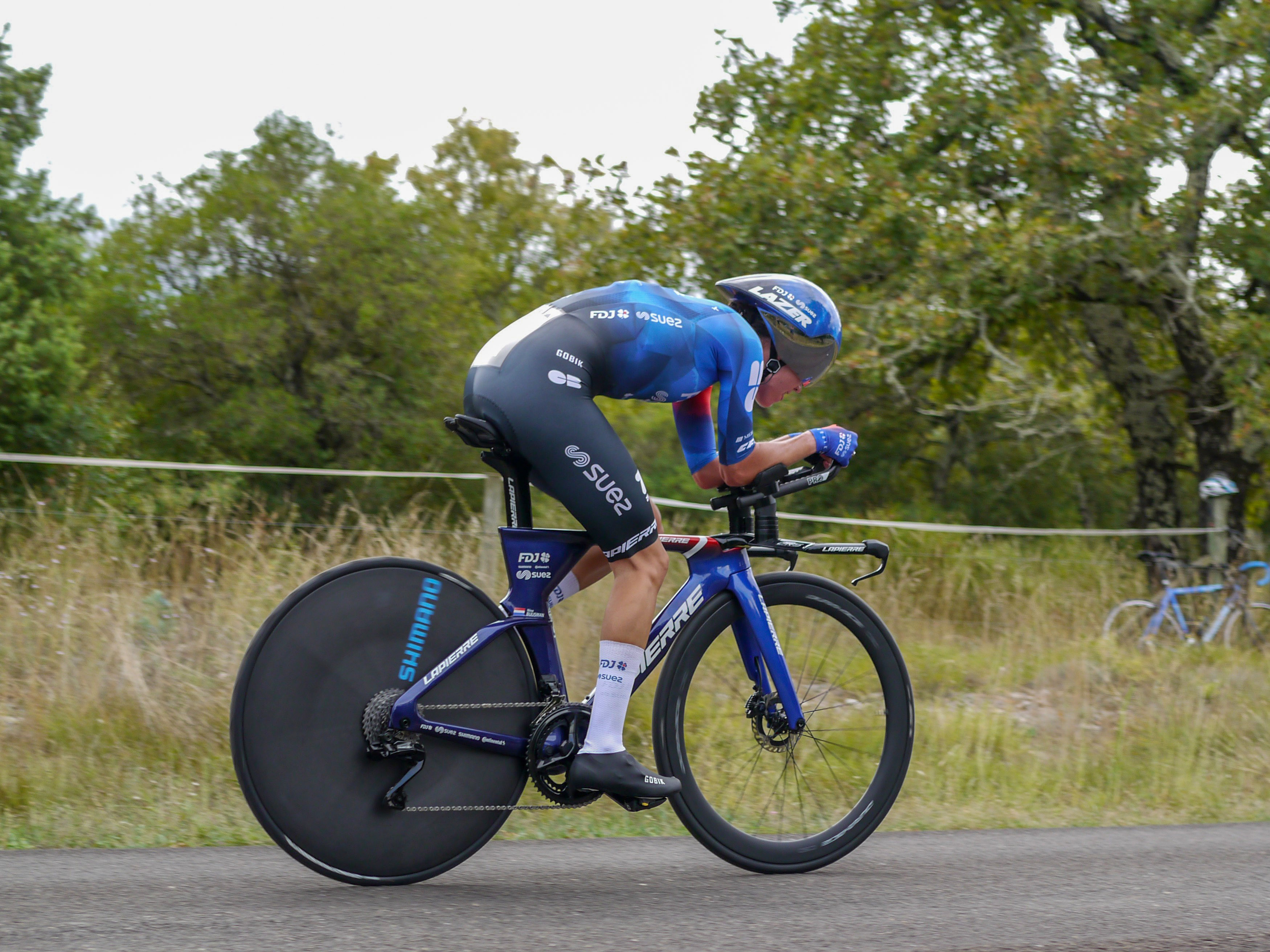
Nina Buijsman, 3eme de l'étape[32].

| \| Classement de l'étape \| Classement de l'étape \| Classement de l'étape \| Classement de l'étape \| Classement de l'étape \| \| Coureur \| Coureur \| Pays \| Équipe \| Temps \| \| --------------------- \| --------------------- \| --------------------- \| ------------------------ \| --------------------- \| \| 1re \| Maëva Squiban[35] \| France \| Arkéa-B&B Hotels Women \| 24 min 04 s \| \| 2e \| Dominika Włodarczyk \| Pologne \| UAE Team ADQ \| + 5 s \| \| 3e \| Nina Buysman \| Pays-Bas \| FDJ-Suez \| + 17 s \| \| 4e \| Thalita de Jong \| Pays-Bas \| Lotto Dstny Ladies \| + 30 s \| \| 5e \| Célia Le Mouël \| France \| St Michel-Mavic-Auber 93 \| + 37 s \| \| 6e \| Zoe Bäckstedt \| Royaume-Uni \| Canyon-SRAM Racing \| + 40 s \| \| 7e \| Nadia Gontova \| Canada \| DNA Pro Cycling \| + 45 s \| \| 8e \| Sarah Van Dam \| Canada \| DNA Pro Cycling \| + 46 s \| \| 9e \| Monica Trinca Colonel \| Italie \| Bepink-Bongioanni \| + 47 s \| \| 10e \| Letizia Borghesi \| Italie \| EF-Oatly-Cannondale \| + 47 s \| |                       |             |                          |             |
| |                       |             |                          |             |
| |                       |             |                          |             |
| Classement de l'étape |                       |             |                          |             |
| Coureur | Coureur               | Pays        | Équipe                   | Temps       |
| 1re | Maëva Squiban         | France      | Arkéa-B&B Hotels Women   | 24 min 04 s |
| 2e | Dominika Włodarczyk   | Pologne     | UAE Team ADQ             | + 5 s       |
| 3e | Nina Buysman          | Pays-Bas    | FDJ-Suez                 | + 17 s      |
| 4e | Thalita de Jong       | Pays-Bas    | Lotto Dstny Ladies       | + 30 s      |
| 5e | Célia Le Mouël        | France      | St Michel-Mavic-Auber 93 | + 37 s      |
| 6e | Zoe Bäckstedt         | Royaume-Uni | Canyon-SRAM Racing       | + 40 s      |
| 7e | Nadia Gontova         | Canada      | DNA Pro Cycling          | + 45 s      |
| 8e | Sarah Van Dam         | Canada      | DNA Pro Cycling          | + 46 s      |
| 9e | Monica Trinca Colonel | Italie      | Bepink-Bongioanni        | + 47 s      |
| 10e | Letizia Borghesi      | Italie      | EF-Oatly-Cannondale      | + 47 s      |

| \| Classement général \| Classement général \| Classement général \| Classement général \| Classement général \| \| Coureur \| Coureur \| Pays \| Équipe \| Temps \| \| ------------------ \| --------------------- \| ------------------ \| ------------------------------- \| ------------------ \| \| 1re \| Thalita de Jong[35] \| Pays-Bas \| Lotto Dstny Ladies \| 8 h 18 min 38 s \| \| 2e \| Marion Bunel \| France \| St Michel-Mavic-Auber 93 \| + 37 s \| \| 3e \| Lotte Claes \| Belgique \| Arkéa-B&B Hotels Women \| + 48 s \| \| 4e \| Debora Silvestri \| Italie \| Laboral Kutxa-Fundación Euskadi \| + 57 s \| \| 5e \| Monica Trinca Colonel \| Italie \| Bepink-Bongioanni \| + 58 s \| \| 6e \| Valentina Cavallar \| Autriche \| Arkéa-B&B Hotels Women \| + 59 s \| \| 7e \| Karolina Perekitko \| Pologne \| Winspace \| + 1 min 46 s \| \| 8e \| Maëva Squiban \| France \| Arkéa-B&B Hotels Women \| + 1 min 54 s \| \| 9e \| Dominika Włodarczyk \| Pologne \| UAE Team ADQ \| + 2 min 42 s \| \| 10e \| Nadia Gontova \| Canada \| DNA Pro Cycling \| + 3 min 21 s \| |                       |          |                                 |                 |
| |                       |          |                                 |                 |
| |                       |          |                                 |                 |
| Classement général |                       |          |                                 |                 |
| Coureur | Coureur               | Pays     | Équipe                          | Temps           |
| 1re | Thalita de Jong       | Pays-Bas | Lotto Dstny Ladies              | 8 h 18 min 38 s |
| 2e | Marion Bunel          | France   | St Michel-Mavic-Auber 93        | + 37 s          |
| 3e | Lotte Claes           | Belgique | Arkéa-B&B Hotels Women          | + 48 s          |
| 4e | Debora Silvestri      | Italie   | Laboral Kutxa-Fundación Euskadi | + 57 s          |
| 5e | Monica Trinca Colonel | Italie   | Bepink-Bongioanni               | + 58 s          |
| 6e | Valentina Cavallar    | Autriche | Arkéa-B&B Hotels Women          | + 59 s          |
| 7e | Karolina Perekitko    | Pologne  | Winspace                        | + 1 min 46 s    |
| 8e | Maëva Squiban         | France   | Arkéa-B&B Hotels Women          | + 1 min 54 s    |
| 9e | Dominika Włodarczyk   | Pologne  | UAE Team ADQ                    | + 2 min 42 s    |
| 10e | Nadia Gontova         | Canada   | DNA Pro Cycling                 | + 3 min 21 s    |

### 5eétape
La cinquième étape se déroule dans le département de la Lozère. Le parcours de 103.7km débute à La Canourgue et  rejoint le Mont Lozère. Quatre côtes sont répertoriées, la côte de Lesquillou sur la commune de La Canourgue, une côte de deuxième catégorie sur la commune d'Ispagnac, le col de la Loubière, et l'arrivée au sommet du Mont Lozère. Trois sprint sont organisés à Sainte-Enimie (commune de Gorges du Tarn Causses), Saint-Bauzile, et du Bleymard (commune de Mont Lozère et Goulet).
L'étape se déroule sous une météo changeante entre pluie et vent. L'équipe Arkea-B&B Hotels voit trois de ses coureuses abandonner dès les premiers kilomètres : Maaike Coljé blessée sur une étape précédente, ainsi que Lotte Claes et Valentina Cavallar sur chute. La coureuse afghane Fariba Hashimi s'échappe avant d'être reprise par Léa Curinier et Célia Le Mouel, suivie par Dominika Włodarczyk par la suite. Wlodarczyk et Hashimi finissent par distancer Curinier et Le Mouel dans l'ascension finale. L'afghane attaque ensuite dans les dernières centaines de mètres et franchit la ligne d'arrivée en tête, devenant la première coureuse cycliste afghane à gagner une étape sur une course inscrite au calendrier professionnel de l'UCI,.

Dans le dernier kilomètre.
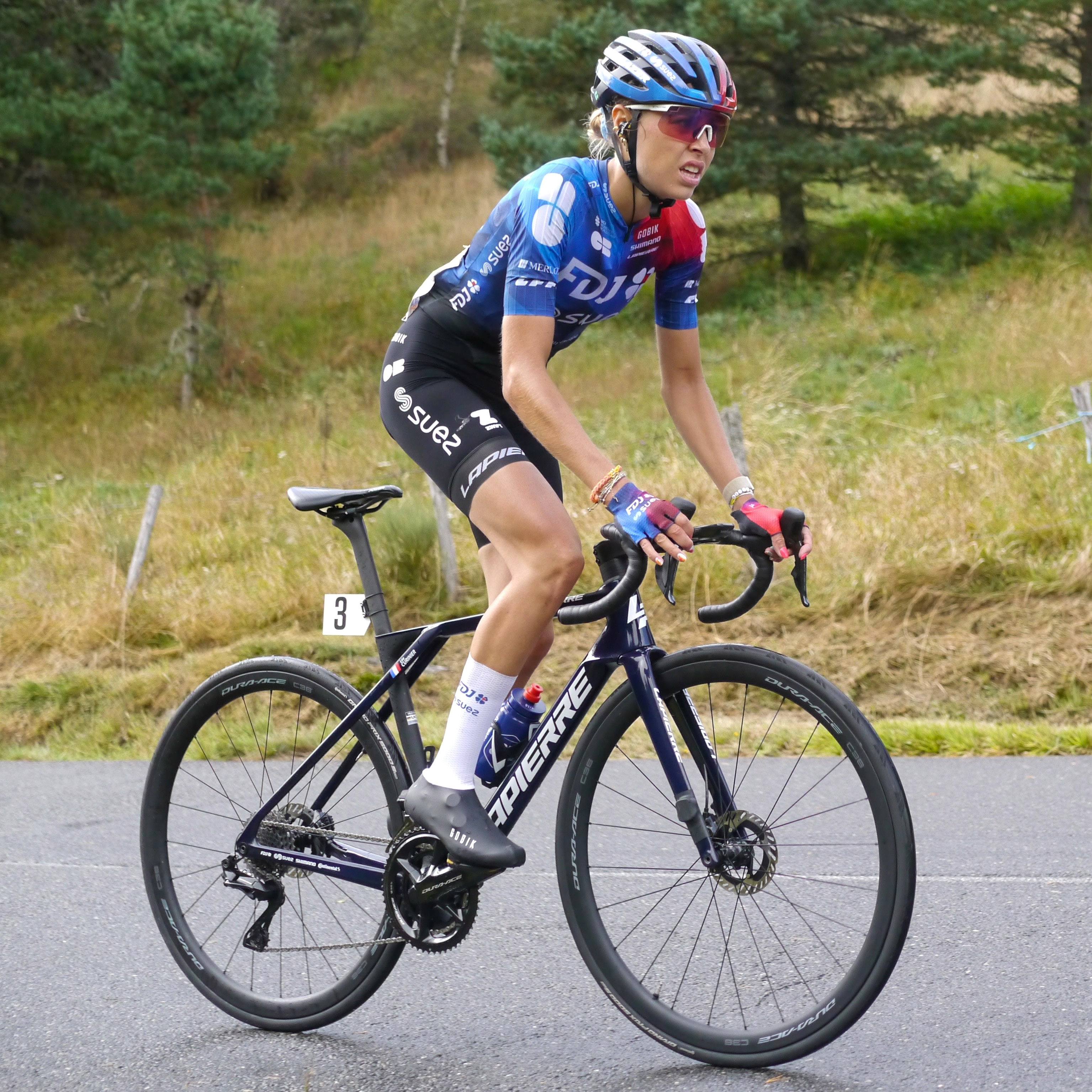
Léa Curinier dans l'ascension.
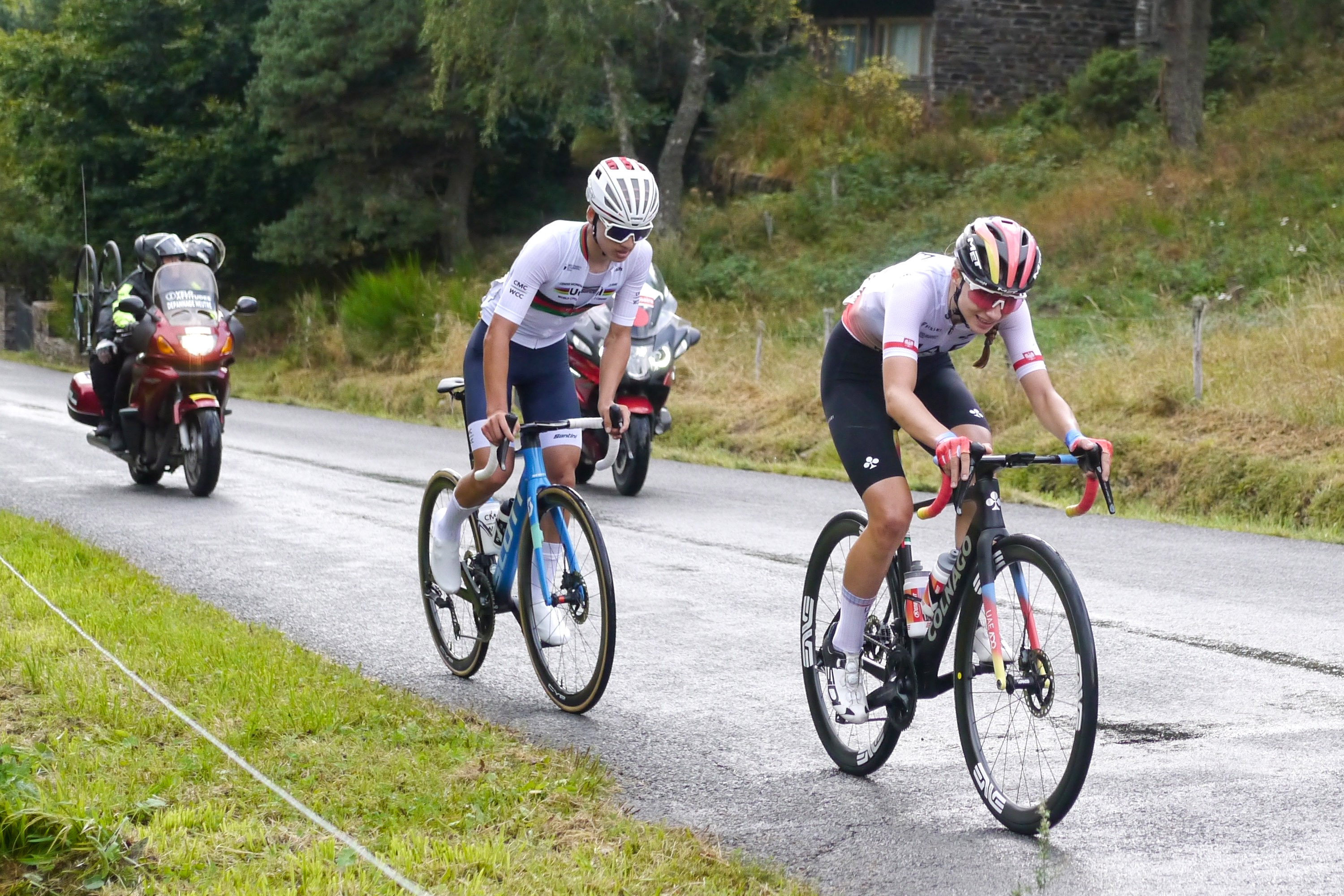
Fariba Hashimi et Dominika Włodarczyk.
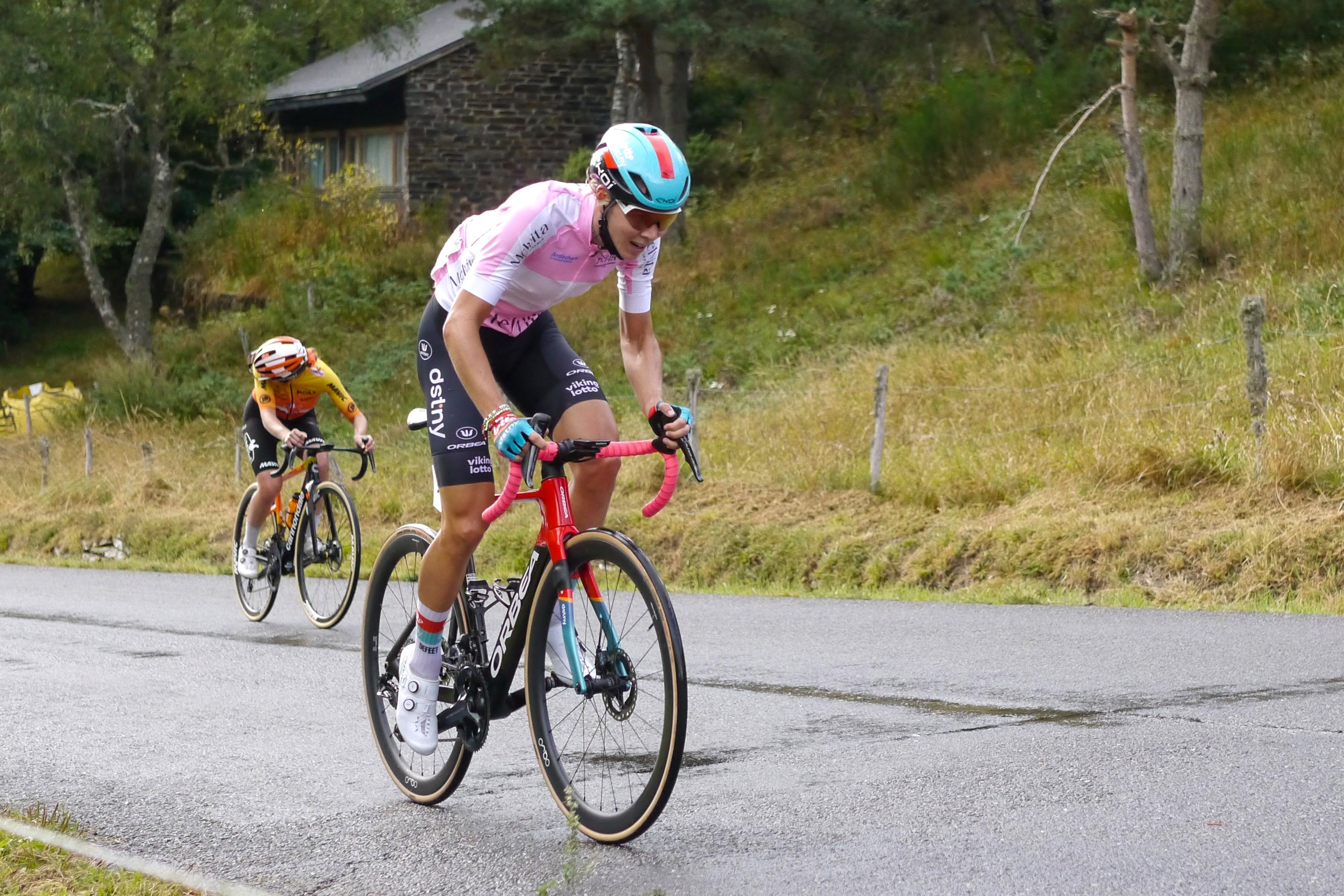
Thalita De Jong quelques instants après les deux premières, Célia Le Mouel en arrière plan.
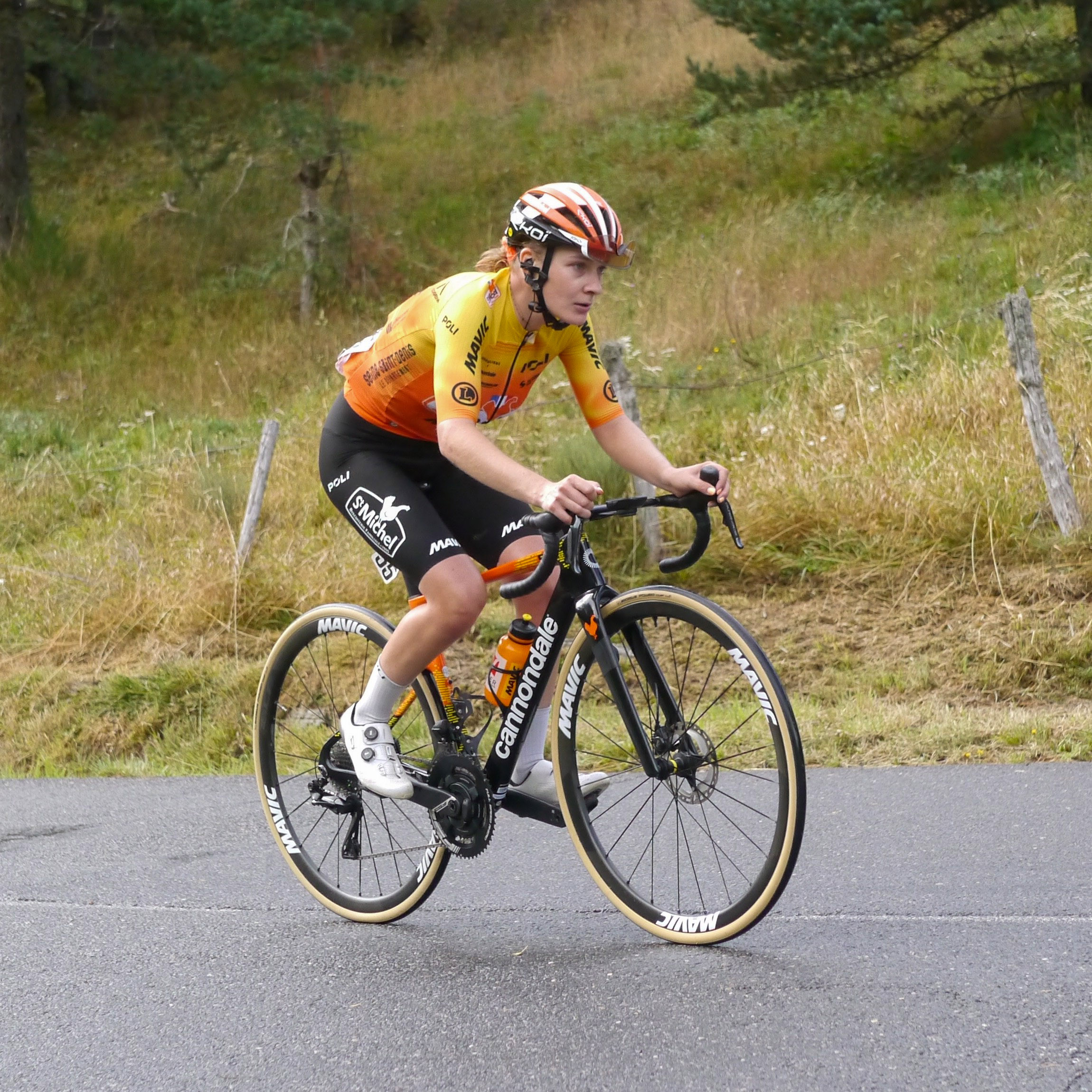
Célia Le Mouel dans l'ascension.

| \| Classement de l'étape \| Classement de l'étape \| Classement de l'étape \| Classement de l'étape \| Classement de l'étape \| \| Coureur \| Coureur \| Pays \| Équipe \| Temps \| \| --------------------- \| --------------------- \| --------------------- \| ------------------------------- \| --------------------- \| \| 1re \| Fariba Hashimi[42] \| Afghanistan \| Centre mondial du cyclisme \| 3 h 15 min 06 s \| \| 2e \| Dominika Włodarczyk \| Pologne \| UAE Team ADQ \| + 5 s \| \| 3e \| Thalita de Jong \| Pays-Bas \| Lotto Dstny Ladies \| + 24 s \| \| 4e \| Maëva Squiban \| France \| Arkéa-B&B Hotels Women \| + 33 s \| \| 5e \| Célia Le Mouël \| France \| St Michel-Mavic-Auber 93 \| + 35 s \| \| 6e \| Marion Bunel \| France \| St Michel-Mavic-Auber 93 \| + 37 s \| \| 7e \| Léa Curinier \| France \| FDJ-Suez \| + 42 s \| \| 8e \| Usoa Ostolaza \| Espagne \| Laboral Kutxa-Fundación Euskadi \| + 49 s \| \| 9e \| Nadia Gontova \| Canada \| DNA Pro Cycling \| + 57 s \| \| 10e \| Mara Roldan \| Canada \| Cynisca Cycling \| + 1 min 02 s \| |                     |             |                                 |                 |
| |                     |             |                                 |                 |
| |                     |             |                                 |                 |
| Classement de l'étape |                     |             |                                 |                 |
| Coureur | Coureur             | Pays        | Équipe                          | Temps           |
| 1re | Fariba Hashimi      | Afghanistan | Centre mondial du cyclisme      | 3 h 15 min 06 s |
| 2e | Dominika Włodarczyk | Pologne     | UAE Team ADQ                    | + 5 s           |
| 3e | Thalita de Jong     | Pays-Bas    | Lotto Dstny Ladies              | + 24 s          |
| 4e | Maëva Squiban       | France      | Arkéa-B&B Hotels Women          | + 33 s          |
| 5e | Célia Le Mouël      | France      | St Michel-Mavic-Auber 93        | + 35 s          |
| 6e | Marion Bunel        | France      | St Michel-Mavic-Auber 93        | + 37 s          |
| 7e | Léa Curinier        | France      | FDJ-Suez                        | + 42 s          |
| 8e | Usoa Ostolaza       | Espagne     | Laboral Kutxa-Fundación Euskadi | + 49 s          |
| 9e | Nadia Gontova       | Canada      | DNA Pro Cycling                 | + 57 s          |
| 10e | Mara Roldan         | Canada      | Cynisca Cycling                 | + 1 min 02 s    |

| \| Classement général \| Classement général \| Classement général \| Classement général \| Classement général \| \| Coureur \| Coureur \| Pays \| Équipe \| Temps \| \| ------------------ \| --------------------- \| ------------------ \| ------------------------------- \| ------------------ \| \| 1re \| Thalita de Jong[42] \| Pays-Bas \| Lotto Dstny Ladies \| 11 h 34 min 08 s \| \| 2e \| Marion Bunel \| France \| St Michel-Mavic-Auber 93 \| + 50 s \| \| 3e \| Monica Trinca Colonel \| Italie \| Bepink-Bongioanni \| + 1 min 38 s \| \| 4e \| Debora Silvestri \| Italie \| Laboral Kutxa-Fundación Euskadi \| + 1 min 53 s \| \| 5e \| Maëva Squiban \| France \| Arkéa-B&B Hotels Women \| + 2 min 03 s \| \| 6e \| Dominika Włodarczyk \| Pologne \| UAE Team ADQ \| + 2 min 23 s \| \| 7e \| Karolina Perekitko \| Pologne \| Winspace \| + 2 min 30 s \| \| 8e \| Nadia Gontova \| Canada \| DNA Pro Cycling \| + 3 min 54 s \| \| 9e \| Léa Curinier \| France \| FDJ-Suez \| + 4 min 42 s \| \| 10e \| Sarah Van Dam \| Canada \| DNA Pro Cycling \| + 4 min 45 s \| |                       |          |                                 |                  |
| |                       |          |                                 |                  |
| |                       |          |                                 |                  |
| Classement général |                       |          |                                 |                  |
| Coureur | Coureur               | Pays     | Équipe                          | Temps            |
| 1re | Thalita de Jong       | Pays-Bas | Lotto Dstny Ladies              | 11 h 34 min 08 s |
| 2e | Marion Bunel          | France   | St Michel-Mavic-Auber 93        | + 50 s           |
| 3e | Monica Trinca Colonel | Italie   | Bepink-Bongioanni               | + 1 min 38 s     |
| 4e | Debora Silvestri      | Italie   | Laboral Kutxa-Fundación Euskadi | + 1 min 53 s     |
| 5e | Maëva Squiban         | France   | Arkéa-B&B Hotels Women          | + 2 min 03 s     |
| 6e | Dominika Włodarczyk   | Pologne  | UAE Team ADQ                    | + 2 min 23 s     |
| 7e | Karolina Perekitko    | Pologne  | Winspace                        | + 2 min 30 s     |
| 8e | Nadia Gontova         | Canada   | DNA Pro Cycling                 | + 3 min 54 s     |
| 9e | Léa Curinier          | France   | FDJ-Suez                        | + 4 min 42 s     |
| 10e | Sarah Van Dam         | Canada   | DNA Pro Cycling                 | + 4 min 45 s     |

### 6eétape
Cette dernière étape relie Le Pouzin à Privas en 80.63km passant par quatre côtes répertoriées : le col des Viaux, le col de Saint-Alban (aussi appelé col de Linte), la croix de Cruas, et la côte de Saint-Bauzile. Quatre sprints sont présents sur le parcours sur les communes de Beauchastel, Saint-Symphorien-sous-Chomérac, Chomérac, et Privas.
La leader du classement général Thalita de Jong  remporte le premier sprint de Beauchastel, à proximité du lieu d'arrivée de la première étape qu'elle avait remporté. Anneke Dijkstra s'échappe ensuite dans le col des Viaux, avant d'être reprise puis doublée par de Jong dans le col de Saint-Alban. Par ces manoeuvres, de Jong s'assure les maillots du sprint et de la montagne. La montée de la croix de Cruas scinde le peloton en plusieurs groupes, dont un d'une quinzaine de favorites en tête.
L'étape est remportée par Eline Jansen après des passages sinueux avant la ligne droite de l'arrivée à Privas.

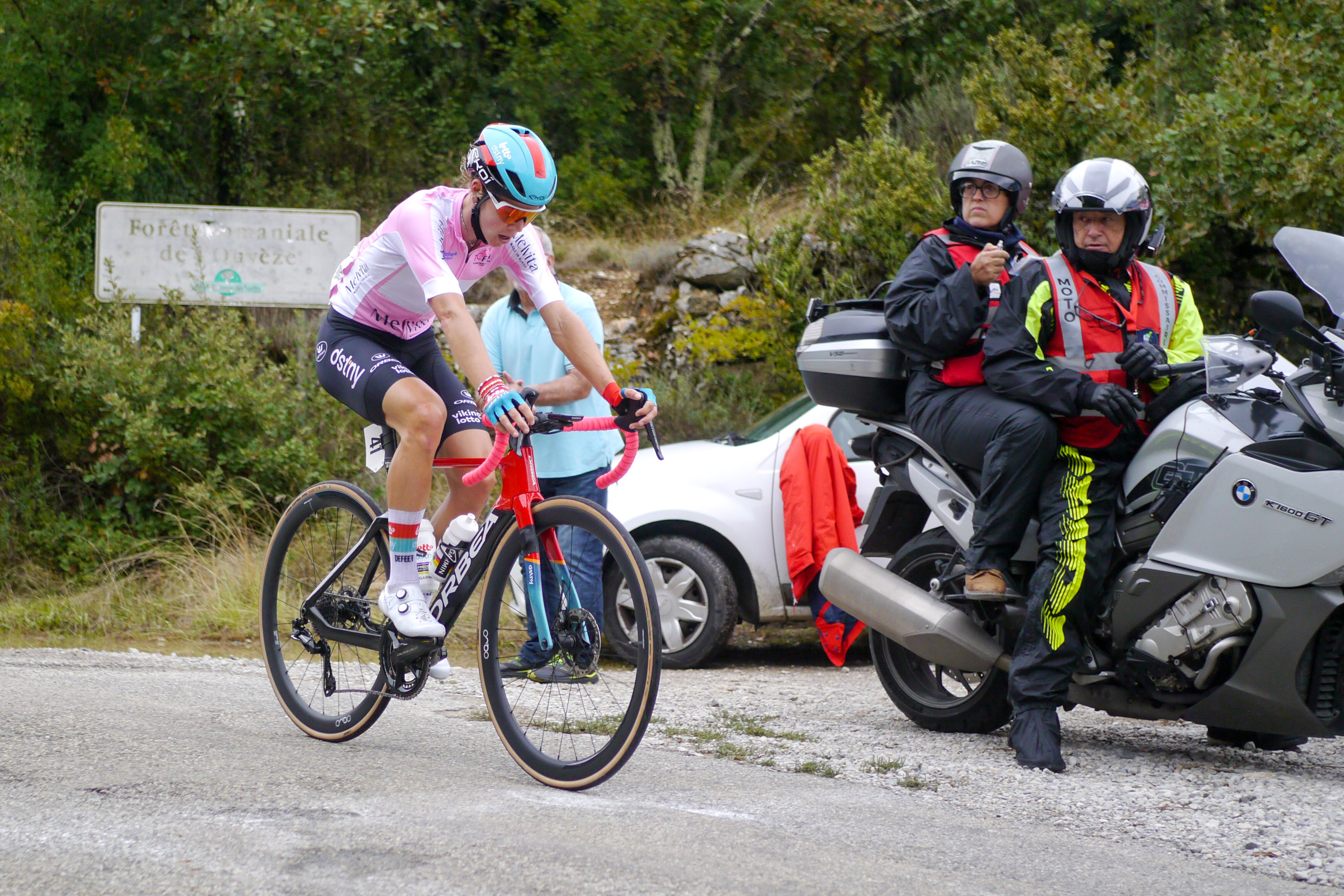
Thalita de Jong passe en tête au col de Saint-Alban.
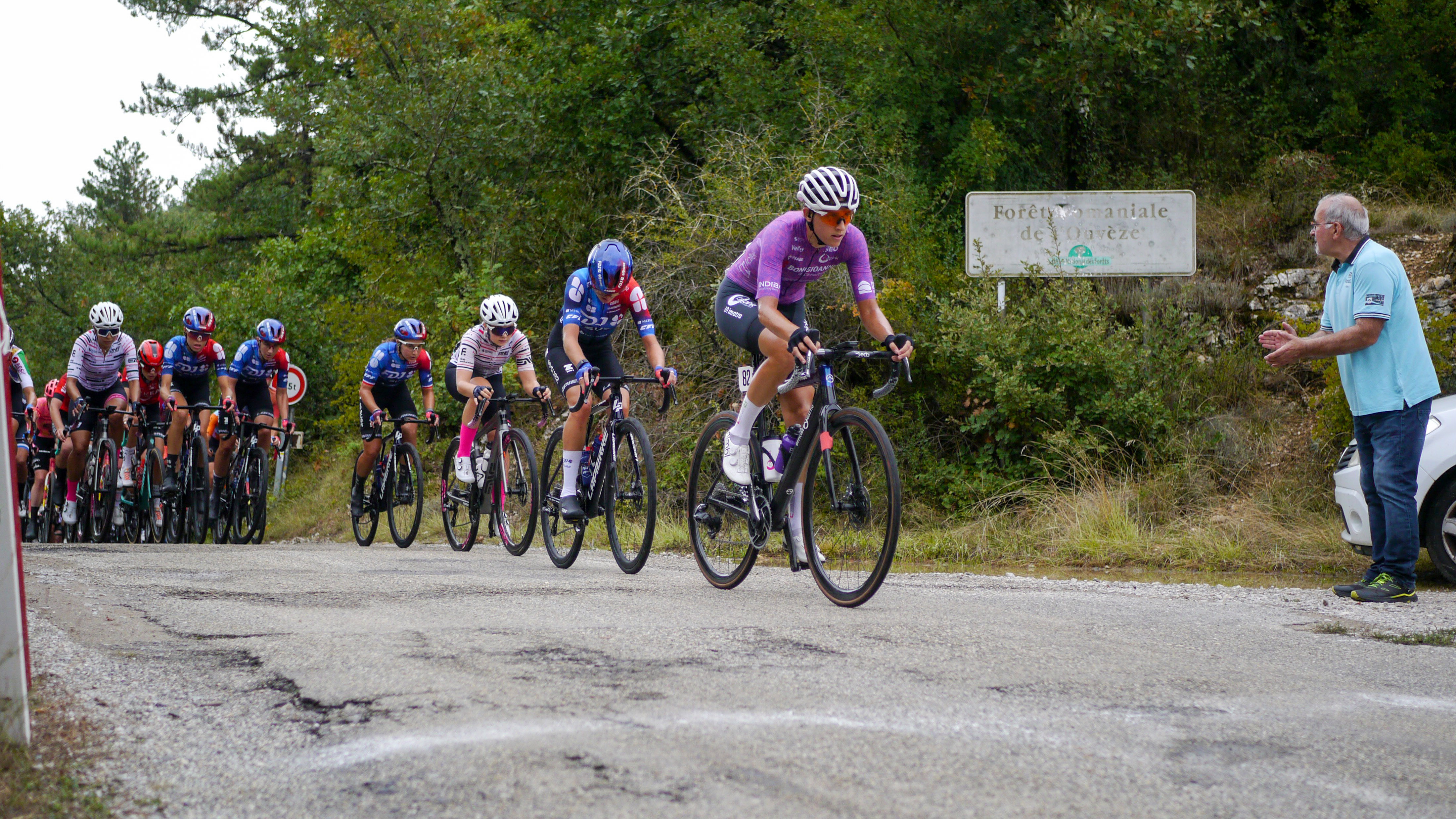
Passage du peloton au col de Saint-Alban, mené par Monica Trinca Colonel.
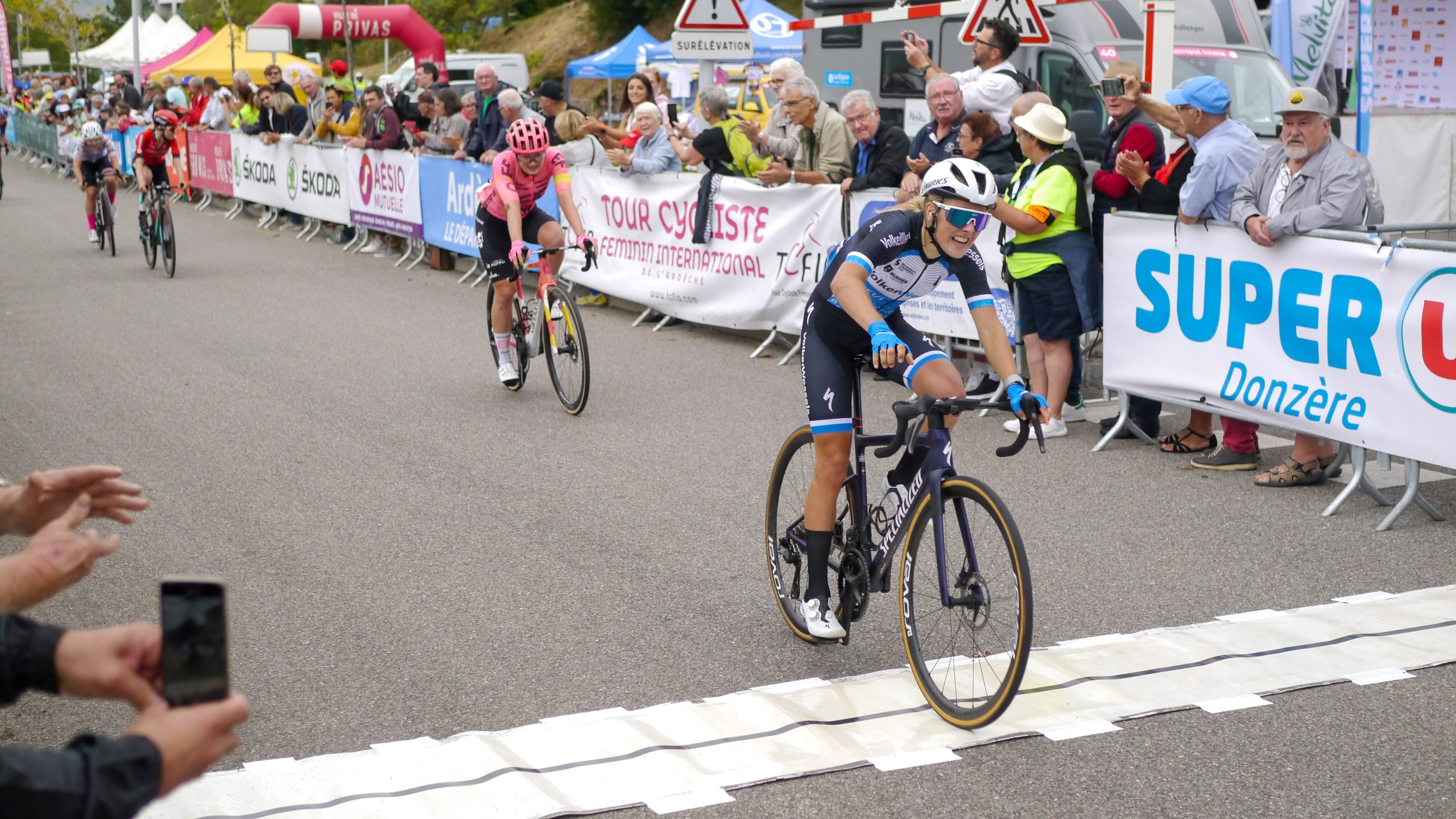
Eline Jansen passe la ligne d'arrivée en tête à Privas, suivie par Letizia Borghesi, Maëva Squiban, et Sarah Van Dam.

| \| Classement de l'étape \| Classement de l'étape \| Classement de l'étape \| Classement de l'étape \| Classement de l'étape \| \| Coureur \| Coureur \| Pays \| Équipe \| Temps \| \| --------------------- \| --------------------- \| --------------------- \| ------------------------------- \| --------------------- \| \| 1re \| Eline Jansen[48] \| Pays-Bas \| VolkerWessels \| 2 h 10 min 05 s \| \| 2e \| Letizia Borghesi \| Italie \| EF-Oatly-Cannondale \| + 0 s \| \| 3e \| Maëva Squiban \| France \| Arkéa-B&B Hotels Women \| + 0 s \| \| 4e \| Sarah Van Dam \| Canada \| DNA Pro Cycling \| + 0 s \| \| 5e \| Thalita de Jong \| Pays-Bas \| Lotto Dstny Ladies \| + 0 s \| \| 6e \| Jade Wiel \| France \| FDJ-Suez \| + 0 s \| \| 7e \| Nadia Quagliotto \| Italie \| Laboral Kutxa-Fundación Euskadi \| + 0 s \| \| 8e \| Dominika Włodarczyk \| Pologne \| UAE Team ADQ \| + 7 s \| \| 9e \| Marion Bunel \| France \| St Michel-Mavic-Auber 93 \| + 8 s \| \| 10e \| Nadia Gontova \| Canada \| DNA Pro Cycling \| + 8 s \| |                     |          |                                 |                 |
| |                     |          |                                 |                 |
| |                     |          |                                 |                 |
| Classement de l'étape |                     |          |                                 |                 |
| Coureur | Coureur             | Pays     | Équipe                          | Temps           |
| 1re | Eline Jansen        | Pays-Bas | VolkerWessels                   | 2 h 10 min 05 s |
| 2e | Letizia Borghesi    | Italie   | EF-Oatly-Cannondale             | + 0 s           |
| 3e | Maëva Squiban       | France   | Arkéa-B&B Hotels Women          | + 0 s           |
| 4e | Sarah Van Dam       | Canada   | DNA Pro Cycling                 | + 0 s           |
| 5e | Thalita de Jong     | Pays-Bas | Lotto Dstny Ladies              | + 0 s           |
| 6e | Jade Wiel           | France   | FDJ-Suez                        | + 0 s           |
| 7e | Nadia Quagliotto    | Italie   | Laboral Kutxa-Fundación Euskadi | + 0 s           |
| 8e | Dominika Włodarczyk | Pologne  | UAE Team ADQ                    | + 7 s           |
| 9e | Marion Bunel        | France   | St Michel-Mavic-Auber 93        | + 8 s           |
| 10e | Nadia Gontova       | Canada   | DNA Pro Cycling                 | + 8 s           |

## Classements finals

### Classement général final

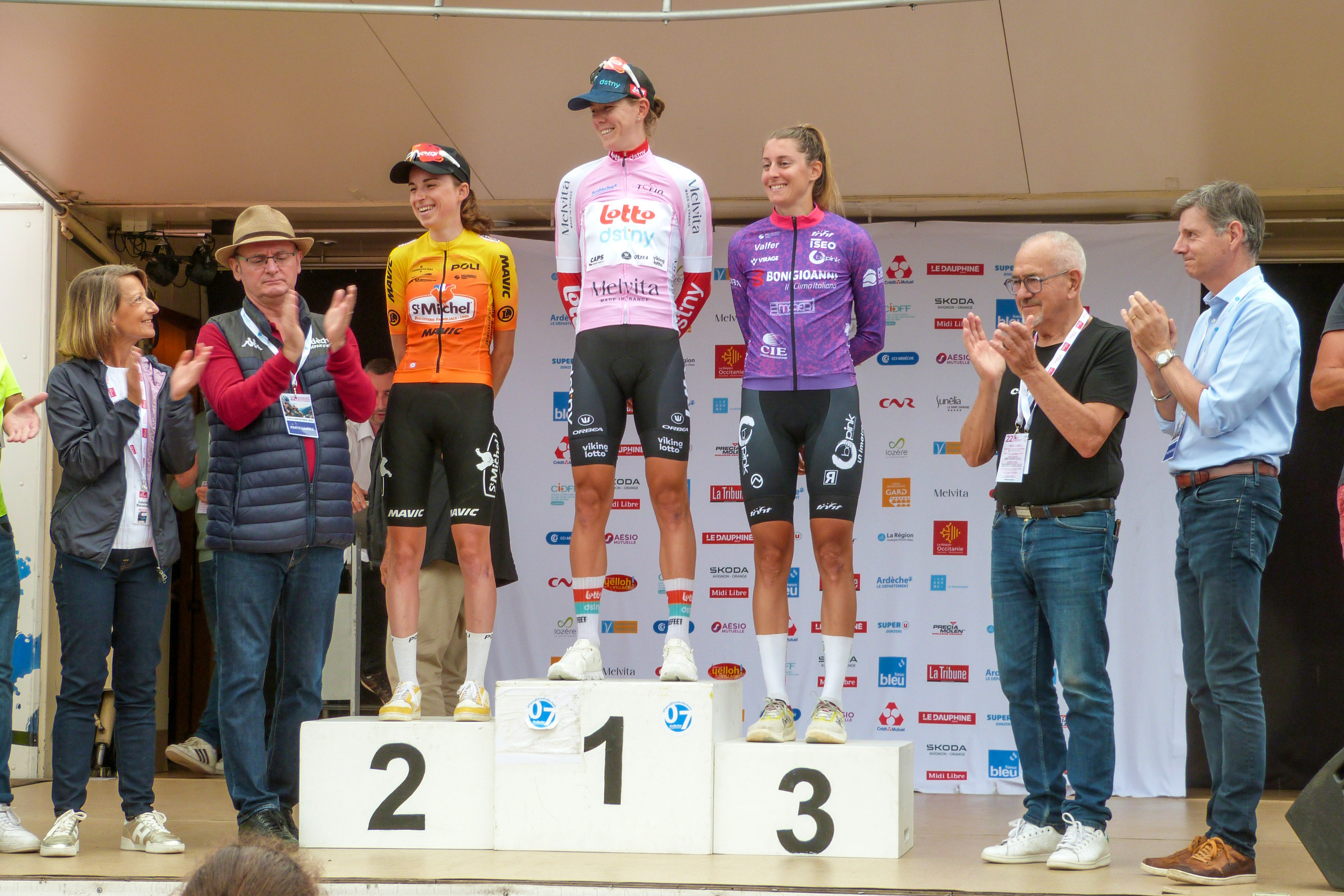
Podium du classement général à Privas : Thalita de Jong, Marion Bunel et Monica Trinca Colonel.

| \| Classement général \| Classement général \| Classement général \| Classement général \| Classement général \| \| Coureuse \| Coureuse \| Pays \| Équipe \| Temps \| \| ------------------ \| --------------------- \| ------------------ \| ------------------------------- \| ------------------ \| \| 1re \| Thalita de Jong \| Pays-Bas \| Lotto Dstny Ladies \| 13 h 44 min 13 s \| \| 2e \| Marion Bunel \| France \| St Michel-Mavic-Auber 93 \| + 58 s \| \| 3e \| Monica Trinca Colonel \| Italie \| Bepink-Bongioanni \| + 1 min 46 s \| \| 4e \| Debora Silvestri \| Italie \| Laboral Kutxa-Fundación Euskadi \| + 2 min 01 s \| \| 5e \| Maëva Squiban \| France \| Arkéa-B&B Hotels Women \| + 2 min 03 s \| \| 6e \| Dominika Włodarczyk \| Pologne \| UAE Team ADQ \| + 2 min 30 s \| \| 7e \| Karolina Perekitko \| Pologne \| Winspace \| + 2 min 44 s \| \| 8e \| Nadia Gontova \| Canada \| DNA Pro Cycling \| + 4 min 02 s \| \| 9e \| Sarah Van Dam \| Canada \| DNA Pro Cycling \| + 4 min 45 s \| \| 10e \| Léa Curinier \| France \| FDJ-Suez \| + 4 min 59 s \| |                       |          |                                 |                  |
| |                       |          |                                 |                  |
| Source : ProCyclingStats |                       |          |                                 |                  |
| Classement général |                       |          |                                 |                  |
| Coureuse | Coureuse              | Pays     | Équipe                          | Temps            |
| 1re | Thalita de Jong       | Pays-Bas | Lotto Dstny Ladies              | 13 h 44 min 13 s |
| 2e | Marion Bunel          | France   | St Michel-Mavic-Auber 93        | + 58 s           |
| 3e | Monica Trinca Colonel | Italie   | Bepink-Bongioanni               | + 1 min 46 s     |
| 4e | Debora Silvestri      | Italie   | Laboral Kutxa-Fundación Euskadi | + 2 min 01 s     |
| 5e | Maëva Squiban         | France   | Arkéa-B&B Hotels Women          | + 2 min 03 s     |
| 6e | Dominika Włodarczyk   | Pologne  | UAE Team ADQ                    | + 2 min 30 s     |
| 7e | Karolina Perekitko    | Pologne  | Winspace                        | + 2 min 44 s     |
| 8e | Nadia Gontova         | Canada   | DNA Pro Cycling                 | + 4 min 02 s     |
| 9e | Sarah Van Dam         | Canada   | DNA Pro Cycling                 | + 4 min 45 s     |
| 10e | Léa Curinier          | France   | FDJ-Suez                        | + 4 min 59 s     |

### Points UCI
| Position           | 1er | 2e | 3e | 4e | 5e | 6e | 7e | 8e | 9e | 10e | 11e | 12e | 13e à 15e | 16e à 25e |
| Classement général | 125 | 85 | 70 | 60 | 50 | 40 | 35 | 30 | 25 | 20  | 15  | 10  | 5         | 3         |
| Par étape          | 16  | 12 | 8  | 6  | 5  | 4  | 3  | 2  |    |     |     |     |           |           |
| Leader, par étape  | 3   |    |    |    |    |    |    |    |    |     |     |     |           |           |

### Classements annexes

Classements annexes au podium final de Privas
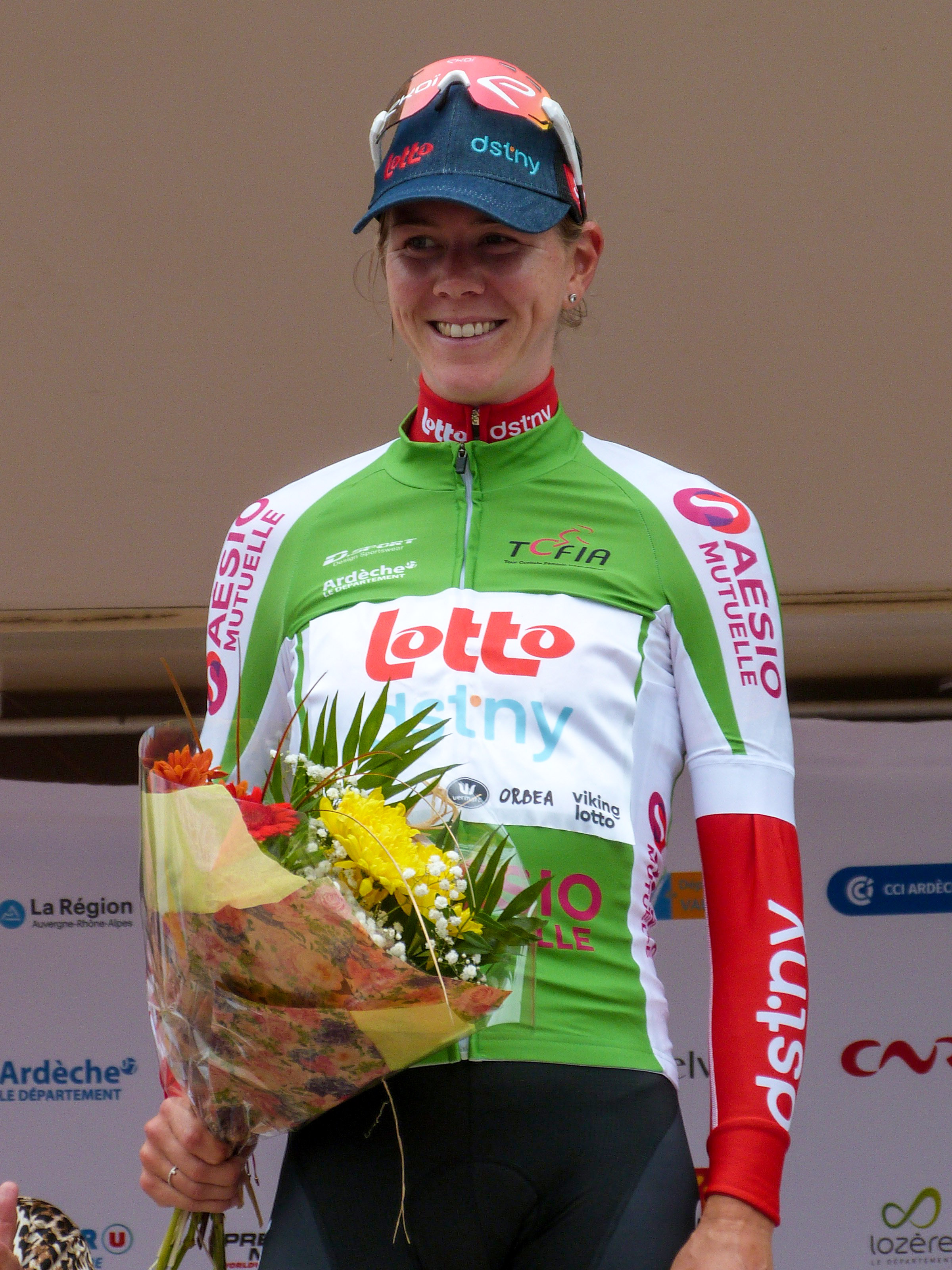
Thalita de Jong avec le maillot du classement par points.
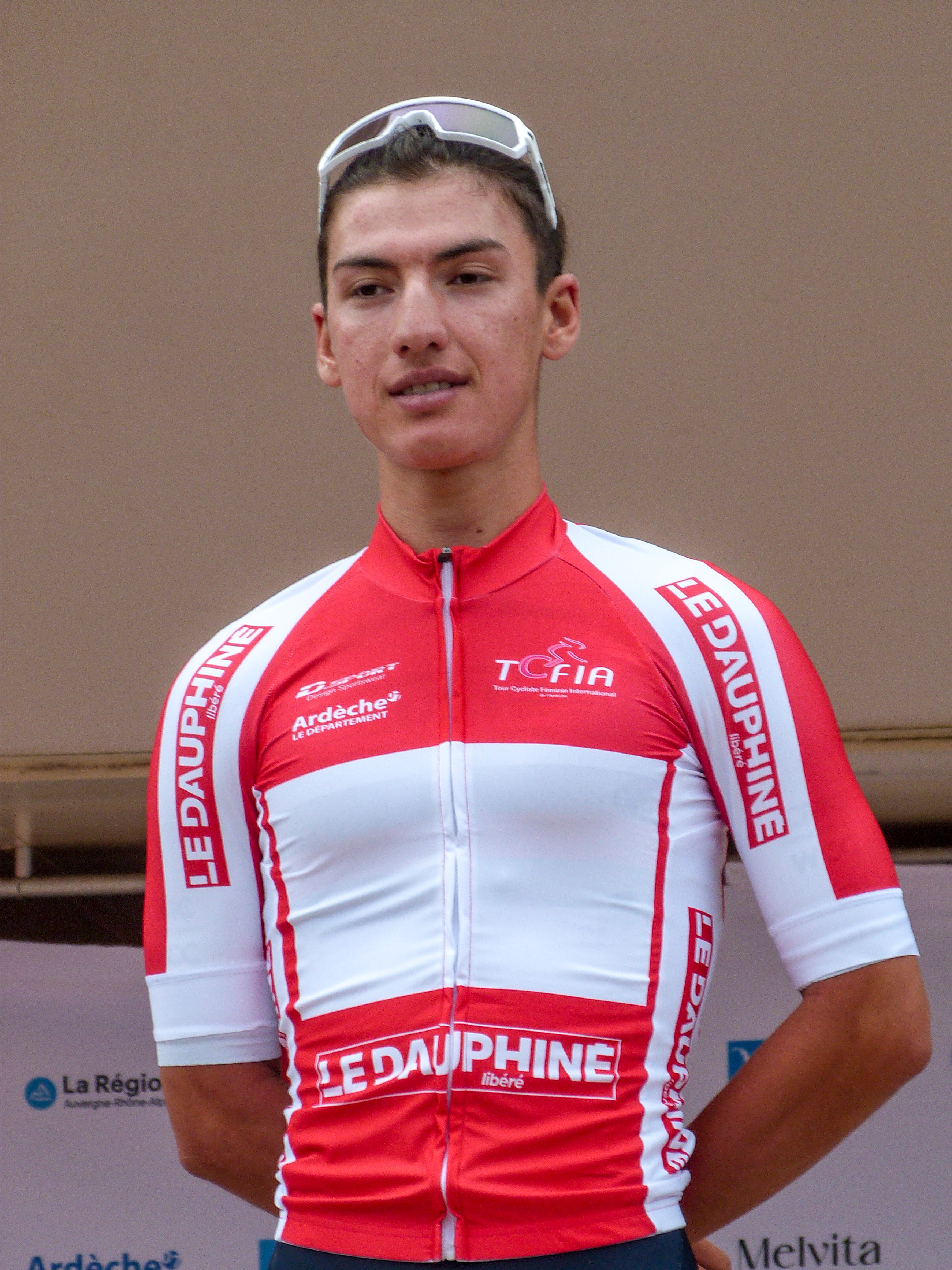
Fariba Hashimi avec le maillot de super-combative.
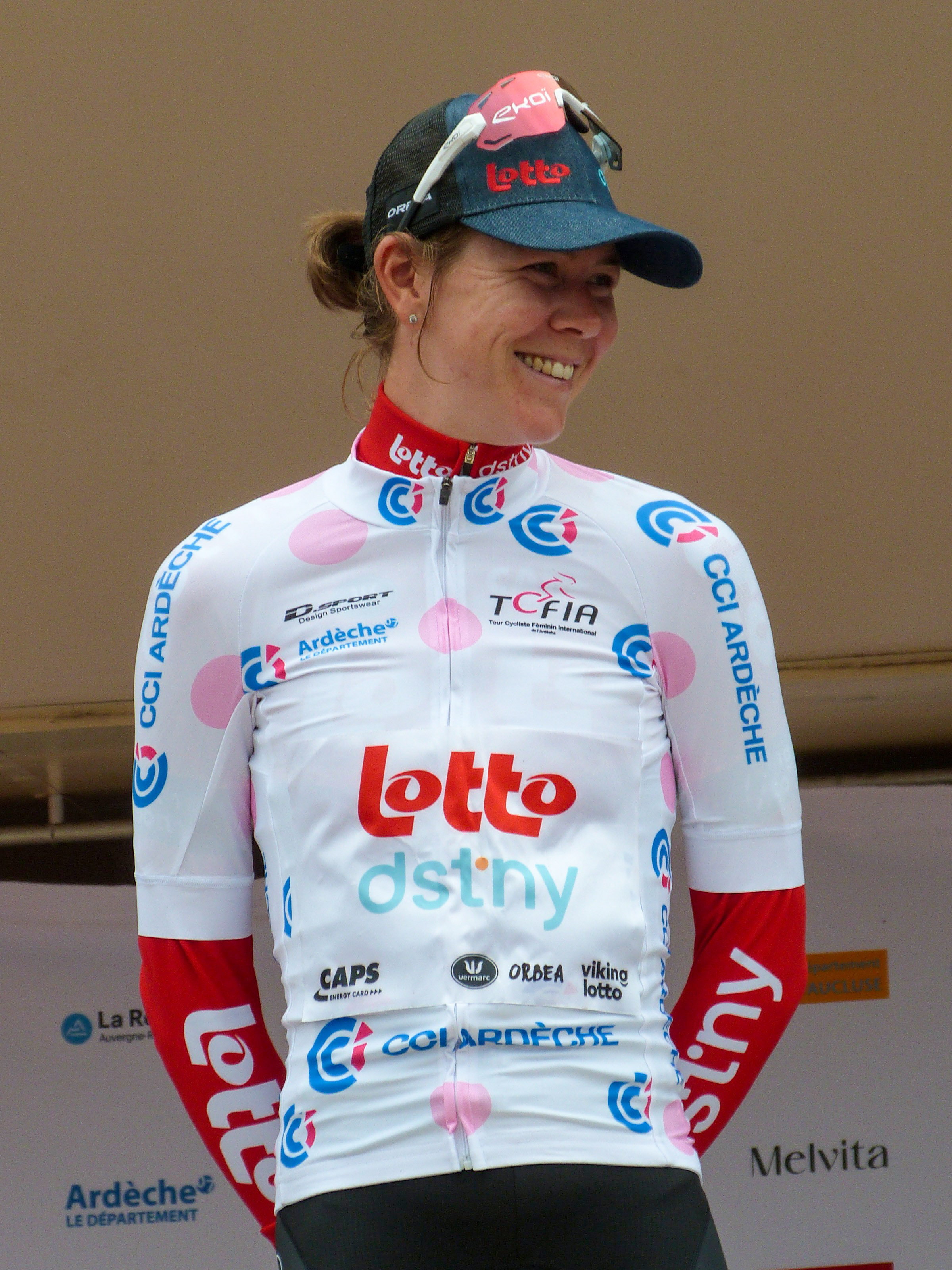
Thalita de Jong avec le maillot de meilleure grimpeuse.
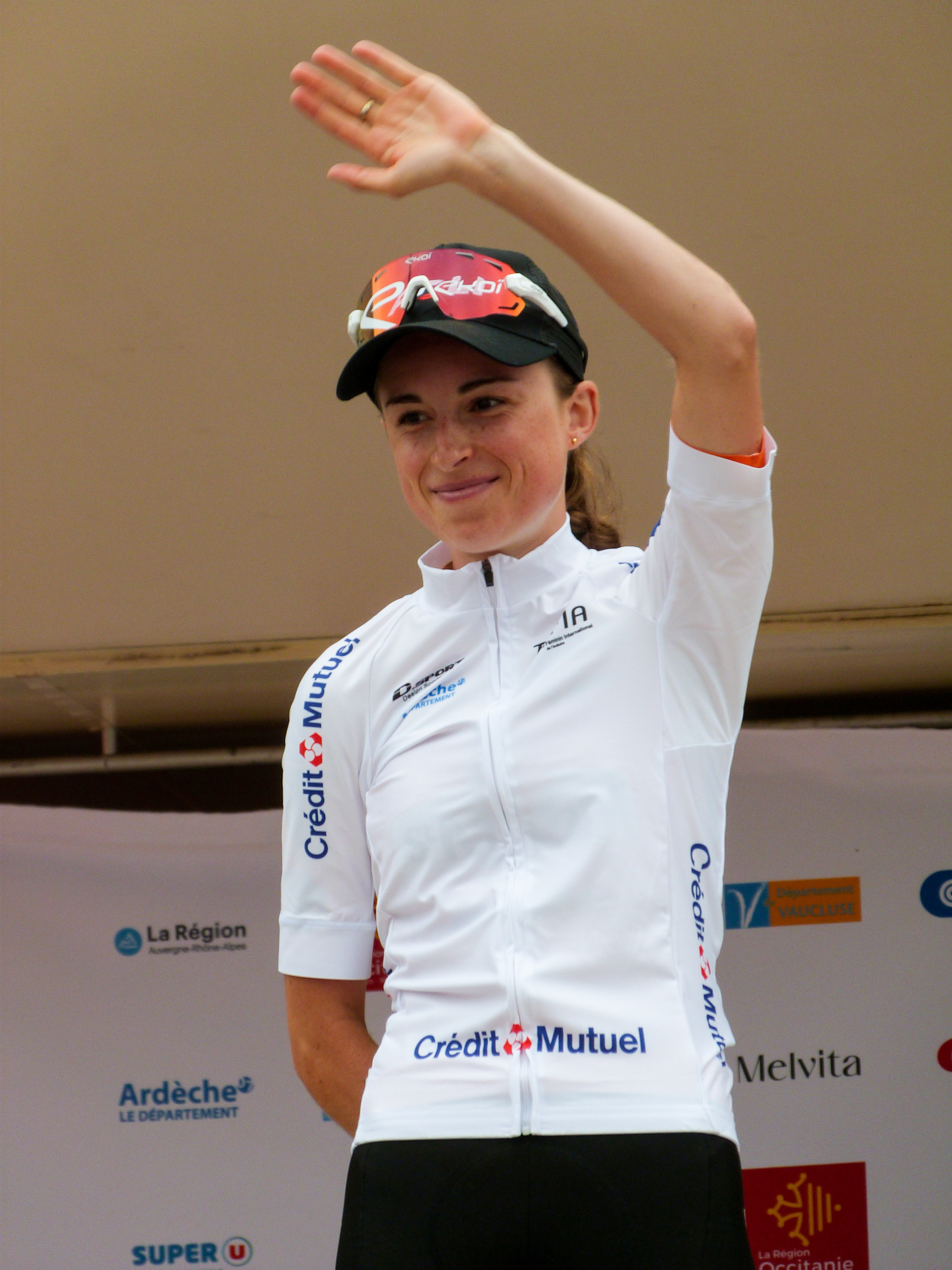
Marion Bunel avec le maillot blanc de meilleure jeune.
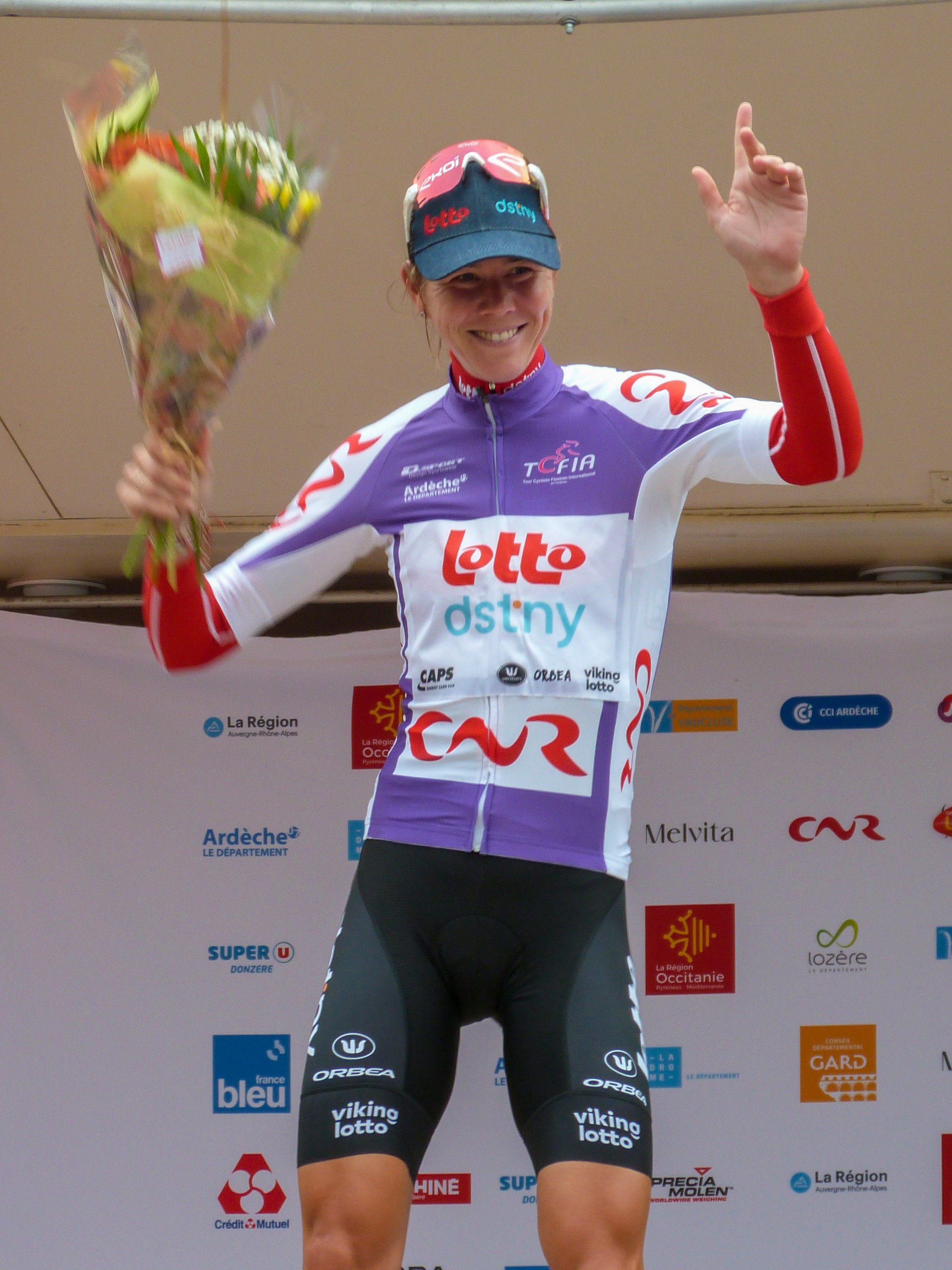
Thalita de Jong avec le maillot de meilleure sprinteuse.
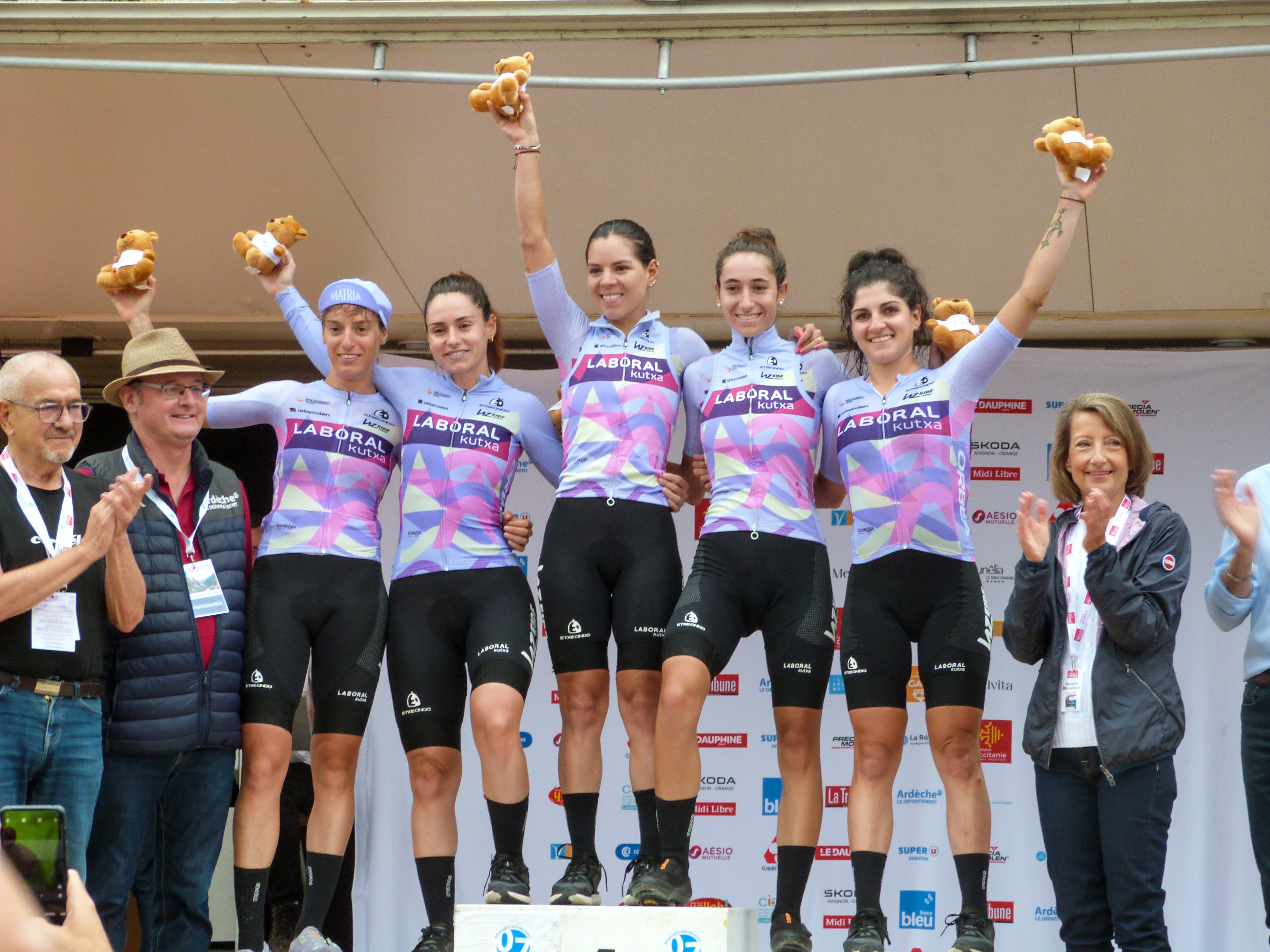
Equipe Laboral Kutxa-Fundacion Euskadi vainqueur du classement par équipe.

| Classement par points | Classement par points | Classement par points | Classement par points           | Classement par points |
| Coureuse              | Coureuse              | Pays                  | Équipe                          | Points                |
| --------------------- | --------------------- | --------------------- | ------------------------------- | --------------------- |
| 1re                   | Thalita de Jong       | Pays-Bas              | Lotto Dstny Ladies              | 57 pts                |
| 2e                    | Dominika Włodarczyk   | Pologne               | UAE Team ADQ                    | 34 pts                |
| 3e                    | Maëva Squiban         | France                | Arkéa-B&B Hotels Women          | 32 pts                |
| 4e                    | Eline Jansen          | Pays-Bas              | VolkerWessels                   | 25 pts                |
| 5e                    | Nina Buysman          | Pays-Bas              | FDJ-Suez                        | 23 pts                |
| 6e                    | Sarah Van Dam         | Canada                | DNA Pro Cycling                 | 23 pts                |
| 7e                    | Fariba Hashimi        | Afghanistan           | Centre mondial du cyclisme      | 15 pts                |
| 8e                    | Nadia Gontova         | Canada                | DNA Pro Cycling                 | 15 pts                |
| 9e                    | Marion Bunel          | France                | St Michel-Mavic-Auber 93        | 14 pts                |
| 10e                   | Nadia Quagliotto      | Italie                | Laboral Kutxa-Fundación Euskadi | 14 pts                |

| Classement par points | Classement par points | Classement par points | Classement par points           | Classement par points |
| Coureuse              | Coureuse              | Pays                  | Équipe                          | Points                |
| --------------------- | --------------------- | --------------------- | ------------------------------- | --------------------- |
| 1re                   | Thalita de Jong       | Pays-Bas              | Lotto Dstny Ladies              | 57 pts                |
| 2e                    | Dominika Włodarczyk   | Pologne               | UAE Team ADQ                    | 34 pts                |
| 3e                    | Maëva Squiban         | France                | Arkéa-B&B Hotels Women          | 32 pts                |
| 4e                    | Eline Jansen          | Pays-Bas              | VolkerWessels                   | 25 pts                |
| 5e                    | Nina Buysman          | Pays-Bas              | FDJ-Suez                        | 23 pts                |
| 6e                    | Sarah Van Dam         | Canada                | DNA Pro Cycling                 | 23 pts                |
| 7e                    | Fariba Hashimi        | Afghanistan           | Centre mondial du cyclisme      | 15 pts                |
| 8e                    | Nadia Gontova         | Canada                | DNA Pro Cycling                 | 15 pts                |
| 9e                    | Marion Bunel          | France                | St Michel-Mavic-Auber 93        | 14 pts                |
| 10e                   | Nadia Quagliotto      | Italie                | Laboral Kutxa-Fundación Euskadi | 14 pts                |

| Classement de la montagne | Classement de la montagne | Classement de la montagne | Classement de la montagne       | Classement de la montagne |
| Coureuse                  | Coureuse                  | Pays                      | Équipe                          | Points                    |
| ------------------------- | ------------------------- | ------------------------- | ------------------------------- | ------------------------- |
| 1re                       | Thalita de Jong           | Pays-Bas                  | Lotto Dstny Ladies              | 62 pts                    |
| 2e                        | Fariba Hashimi            | Afghanistan               | Centre mondial du cyclisme      | 44 pts                    |
| 3e                        | Dominika Włodarczyk       | Pologne                   | UAE Team ADQ                    | 19 pts                    |
| 4e                        | Maëva Squiban             | France                    | Arkéa-B&B Hotels Women          | 15 pts                    |
| 5e                        | Monica Trinca Colonel     | Italie                    | Bepink-Bongioanni               | 9 pts                     |
| 6e                        | Usoa Ostolaza             | Espagne                   | Laboral Kutxa-Fundación Euskadi | 8 pts                     |
| 7e                        | Anneke Dijkstra           | Pays-Bas                  | VolkerWessels                   | 7 pts                     |
| 8e                        | Léa Curinier              | France                    | FDJ-Suez                        | 7 pts                     |
| 9e                        | Eline Jansen              | Pays-Bas                  | VolkerWessels                   | 5 pts                     |
| 10e                       | Karolina Perekitko        | Pologne                   | Winspace                        | 4 pts                     |

| Classement de la montagne | Classement de la montagne | Classement de la montagne | Classement de la montagne       | Classement de la montagne |
| Coureuse                  | Coureuse                  | Pays                      | Équipe                          | Points                    |
| ------------------------- | ------------------------- | ------------------------- | ------------------------------- | ------------------------- |
| 1re                       | Thalita de Jong           | Pays-Bas                  | Lotto Dstny Ladies              | 62 pts                    |
| 2e                        | Fariba Hashimi            | Afghanistan               | Centre mondial du cyclisme      | 44 pts                    |
| 3e                        | Dominika Włodarczyk       | Pologne                   | UAE Team ADQ                    | 19 pts                    |
| 4e                        | Maëva Squiban             | France                    | Arkéa-B&B Hotels Women          | 15 pts                    |
| 5e                        | Monica Trinca Colonel     | Italie                    | Bepink-Bongioanni               | 9 pts                     |
| 6e                        | Usoa Ostolaza             | Espagne                   | Laboral Kutxa-Fundación Euskadi | 8 pts                     |
| 7e                        | Anneke Dijkstra           | Pays-Bas                  | VolkerWessels                   | 7 pts                     |
| 8e                        | Léa Curinier              | France                    | FDJ-Suez                        | 7 pts                     |
| 9e                        | Eline Jansen              | Pays-Bas                  | VolkerWessels                   | 5 pts                     |
| 10e                       | Karolina Perekitko        | Pologne                   | Winspace                        | 4 pts                     |

| Classement du meilleur jeune | Classement du meilleur jeune | Classement du meilleur jeune | Classement du meilleur jeune | Classement du meilleur jeune |
| Coureuse                     | Coureuse                     | Pays                         | Équipe                       | Temps                        |
| ---------------------------- | ---------------------------- | ---------------------------- | ---------------------------- | ---------------------------- |
| 1re                          | Marion Bunel                 | France                       | St Michel-Mavic-Auber 93     | 13 h 45 min 11 s             |
| 2e                           | Maëva Squiban                | France                       | Arkéa-B&B Hotels Women       | + 1 min 05 s                 |
| 3e                           | Titia Ryo                    | France                       | Arkéa-B&B Hotels Women       | + 6 min 06 s                 |
| 4e                           | Mara Roldan                  | Canada                       | Cynisca Cycling              | + 7 min 37 s                 |
| 5e                           | Laura Molenaar               | Pays-Bas                     | VolkerWessels                | + 11 min 19 s                |
| 6e                           | Elisa Valtulini              | Italie                       | Bepink-Bongioanni            | + 15 min 27 s                |
| 7e                           | Camille Fahy                 | France                       | St Michel-Mavic-Auber 93     | + 16 min 01 s                |
| 8e                           | Fariba Hashimi               | Afghanistan                  | Centre mondial du cyclisme   | + 16 min 27 s                |
| 9e                           | Eline Jansen                 | Pays-Bas                     | VolkerWessels                | + 17 min 13 s                |
| 10e                          | Giulia Giuliani              | Italie                       | A.S.D. K2 Women Team         | + 18 min 00 s                |

| Classement du meilleur jeune | Classement du meilleur jeune | Classement du meilleur jeune | Classement du meilleur jeune | Classement du meilleur jeune |
| Coureuse                     | Coureuse                     | Pays                         | Équipe                       | Temps                        |
| ---------------------------- | ---------------------------- | ---------------------------- | ---------------------------- | ---------------------------- |
| 1re                          | Marion Bunel                 | France                       | St Michel-Mavic-Auber 93     | 13 h 45 min 11 s             |
| 2e                           | Maëva Squiban                | France                       | Arkéa-B&B Hotels Women       | + 1 min 05 s                 |
| 3e                           | Titia Ryo                    | France                       | Arkéa-B&B Hotels Women       | + 6 min 06 s                 |
| 4e                           | Mara Roldan                  | Canada                       | Cynisca Cycling              | + 7 min 37 s                 |
| 5e                           | Laura Molenaar               | Pays-Bas                     | VolkerWessels                | + 11 min 19 s                |
| 6e                           | Elisa Valtulini              | Italie                       | Bepink-Bongioanni            | + 15 min 27 s                |
| 7e                           | Camille Fahy                 | France                       | St Michel-Mavic-Auber 93     | + 16 min 01 s                |
| 8e                           | Fariba Hashimi               | Afghanistan                  | Centre mondial du cyclisme   | + 16 min 27 s                |
| 9e                           | Eline Jansen                 | Pays-Bas                     | VolkerWessels                | + 17 min 13 s                |
| 10e                          | Giulia Giuliani              | Italie                       | A.S.D. K2 Women Team         | + 18 min 00 s                |

| Classement des sprints | Classement des sprints | Classement des sprints | Classement des sprints          | Classement des sprints |
| Coureuse               | Coureuse               | Pays                   | Équipe                          | Points                 |
| ---------------------- | ---------------------- | ---------------------- | ------------------------------- | ---------------------- |
| 1re                    | Thalita de Jong        | Pays-Bas               | Lotto Dstny Ladies              | 33 pts                 |
| 2e                     | Juliana Londoño        | Colombie               | Centre mondial du cyclisme      | 17 pts                 |
| 3e                     | Letizia Borghesi       | Italie                 | EF-Oatly-Cannondale             | 17 pts                 |
| 4e                     | Monica Trinca Colonel  | Italie                 | Bepink-Bongioanni               | 11 pts                 |
| 5e                     | Nadia Gontova          | Canada                 | DNA Pro Cycling                 | 8 pts                  |
| 6e                     | Fariba Hashimi         | Afghanistan            | Centre mondial du cyclisme      | 8 pts                  |
| 7e                     | Carmela Cipriani       | Italie                 | Bepink-Bongioanni               | 8 pts                  |
| 8e                     | Léa Curinier           | France                 | FDJ-Suez                        | 7 pts                  |
| 9e                     | Dominika Włodarczyk    | Pologne                | UAE Team ADQ                    | 5 pts                  |
| 10e                    | Usoa Ostolaza          | Espagne                | Laboral Kutxa-Fundación Euskadi | 5 pts                  |

| Classement des sprints | Classement des sprints | Classement des sprints | Classement des sprints          | Classement des sprints |
| Coureuse               | Coureuse               | Pays                   | Équipe                          | Points                 |
| ---------------------- | ---------------------- | ---------------------- | ------------------------------- | ---------------------- |
| 1re                    | Thalita de Jong        | Pays-Bas               | Lotto Dstny Ladies              | 33 pts                 |
| 2e                     | Juliana Londoño        | Colombie               | Centre mondial du cyclisme      | 17 pts                 |
| 3e                     | Letizia Borghesi       | Italie                 | EF-Oatly-Cannondale             | 17 pts                 |
| 4e                     | Monica Trinca Colonel  | Italie                 | Bepink-Bongioanni               | 11 pts                 |
| 5e                     | Nadia Gontova          | Canada                 | DNA Pro Cycling                 | 8 pts                  |
| 6e                     | Fariba Hashimi         | Afghanistan            | Centre mondial du cyclisme      | 8 pts                  |
| 7e                     | Carmela Cipriani       | Italie                 | Bepink-Bongioanni               | 8 pts                  |
| 8e                     | Léa Curinier           | France                 | FDJ-Suez                        | 7 pts                  |
| 9e                     | Dominika Włodarczyk    | Pologne                | UAE Team ADQ                    | 5 pts                  |
| 10e                    | Usoa Ostolaza          | Espagne                | Laboral Kutxa-Fundación Euskadi | 5 pts                  |

| Classement par équipes | Classement par équipes          | Classement par équipes | Classement par équipes |
| Équipe                 | Équipe                          | Pays                   | Temps                  |
| ---------------------- | ------------------------------- | ---------------------- | ---------------------- |
| 1re                    | Laboral Kutxa-Fundacion Euskadi | Espagne                | 41 h 29 min 08 s       |
| 2e                     | FDJ-Suez                        | France                 | + 2 min 39 s           |
| 3e                     | Saint Michel-Mavic-Auber 93     | France                 | + 2 min 40 s           |
| 4e                     | Arkea-B&B Hotels women          | France                 | + 12 min 21 s          |
| 5e                     | Bepink-Bongioanni               | Italie                 | + 21 min 45 s          |
| 6e                     | UAE Development Team            | Émirats arabes unis    | + 23 min 45 s          |
| 7e                     | DNA Pro Cycling                 | États-Unis             | + 25 min 09 s          |
| 8e                     | Winspace                        | France                 | + 26 min 39 s          |
| 9e                     | EF-Oatly-Cannondale             | États-Unis             | + 26 min 48 s          |
| 10e                    | VolkerWessels                   | Pays-Bas               | + 33 min 28 s          |

| Classement par équipes | Classement par équipes          | Classement par équipes | Classement par équipes |
| Équipe                 | Équipe                          | Pays                   | Temps                  |
| ---------------------- | ------------------------------- | ---------------------- | ---------------------- |
| 1re                    | Laboral Kutxa-Fundacion Euskadi | Espagne                | 41 h 29 min 08 s       |
| 2e                     | FDJ-Suez                        | France                 | + 2 min 39 s           |
| 3e                     | Saint Michel-Mavic-Auber 93     | France                 | + 2 min 40 s           |
| 4e                     | Arkea-B&B Hotels women          | France                 | + 12 min 21 s          |
| 5e                     | Bepink-Bongioanni               | Italie                 | + 21 min 45 s          |
| 6e                     | UAE Development Team            | Émirats arabes unis    | + 23 min 45 s          |
| 7e                     | DNA Pro Cycling                 | États-Unis             | + 25 min 09 s          |
| 8e                     | Winspace                        | France                 | + 26 min 39 s          |
| 9e                     | EF-Oatly-Cannondale             | États-Unis             | + 26 min 48 s          |
| 10e                    | VolkerWessels                   | Pays-Bas               | + 33 min 28 s          |

## Évolution des classements
| Étape              |                             | Vainqueur _     | Classement général | Classement par points | Meilleure grimpeuse | Meilleure sprinteuse  | Meilleure jeune | Super-combative | Meilleure équipe _              |
| ------------------ | --------------------------- | --------------- | ------------------ | --------------------- | ------------------- | --------------------- | --------------- | --------------- | ------------------------------- |
| 1re étape          | étape vallonnée             | Thalita de Jong | Thalita de Jong    | Thalita de Jong       | Valentina Cavallar  | Monica Trinca Colonel | Marion Bunel    | Clara Emond     | Arkéa-B&B Hotels Women          |
| 2e étape           | étape vallonnée             | Thalita de Jong | Thalita de Jong    | Thalita de Jong       | Thalita de Jong     | Thalita de Jong       | Marion Bunel    | Fiona Mangan    | Arkéa-B&B Hotels Women          |
| 3e étape           | étape vallonnée             | Nina Buysman    | Thalita de Jong    | Thalita de Jong       | Thalita de Jong     | Thalita de Jong       | Marion Bunel    | Nina Buysman    | Arkéa-B&B Hotels Women          |
| 4e étape           | contre-la-montre individuel | Maëva Squiban   | Thalita de Jong    | Thalita de Jong       | Thalita de Jong     | Thalita de Jong       | Marion Bunel    | non attribué    | Arkéa-B&B Hotels Women          |
| 5e étape           | étape de montagne           | Fariba Hashimi  | Thalita de Jong    | Thalita de Jong       | Thalita de Jong     | Thalita de Jong       | Marion Bunel    | Fariba Hashimi  | Laboral Kutxa-Fundación Euskadi |
| 6e étape           | étape vallonnée             | Eline Jansen    | Thalita de Jong    | Thalita de Jong       | Thalita de Jong     | Thalita de Jong       | Marion Bunel    | Ségolène Thomas | Laboral Kutxa-Fundación Euskadi |
| Classements finals | Classements finals          |                 | Thalita de Jong    | Thalita de Jong       | Thalita de Jong     | Thalita de Jong       | Marion Bunel    | Fariba Hashimi  | Laboral Kutxa-Fundación Euskadi |

## Liste des participantes
| Légende                                | Légende                                                                                              | Légende                          | Légende |
| -------------------------------------- | --- | -------------------------------- | --- |
| Num                                    | Dossard de départ porté par la coureuse sur ce Tour cycliste féminin international de l'Ardèche      | Pos                              | Position finale au classement général                                                                           |
| Leader du classement général           | Indique la vainqueur du classement général                                                           | Leader du classement par points  | Indique la vainqueur du classement par points                                                                   |
| Leader du classement de la montagne    | Indique la vainqueur du classement de la montagne                                                    | Leader du classement des sprints | Indique la vainqueur du classement des sprints                                                                  |
| Leader du classement du meilleur jeune | Indique la vainqueur du classement de la meilleure jeune                                             |                                  | Indique un maillot de champion national ou mondial, suivi de sa spécialité                                      |
| #                                      | Indique la meilleure équipe                                                                          | NP                               | Indique une coureuse qui n'a pas pris le départ d'une étape, suivi du numéro de l'étape où elle s'est retirée   |
| AB                                     | Indique une coureuse qui n'a pas terminé une étape, suivi du numéro de l'étape où elle s'est retirée | HD                               | Indique un coureuse qui a terminé une étape hors des délais, suivi du numéro de l'étape                         |
| DSQ                                    | Indique un coureur qui a été disqualifié de la course, suivi du numéro de l'étape                    | *                                | Indique un coureuse en lice pour le classement de la meilleure jeune (coureuses nées après le 1er janvier 1997) |

| FDJ-Suez FST | FDJ-Suez FST          | FDJ-Suez FST |
| ------------ | --------------------- | ------------ |
| Num          | Coureuse              | Pos          |
| 1            | Jade Wiel (FRA)       | 15e          |
| 2            | Gladys Verhulst (FRA) | AB-5         |
| 3            | Léa Curinier (FRA)    | 10e          |
| 4            | Nina Buysman (NED)    | 12e          |
| 5            | Coralie Demay (FRA)   | AB-1         |
| 6            | Eugénie Duval (FRA)   | 68e          |

| UAE Development Team UDT | UAE Development Team UDT          | UAE Development Team UDT |
| ------------------------ | --------------------------------- | ------------------------ |
| Num                      | Coureuse                          | Pos                      |
| 11                       | Dominika Włodarczyk (POL) (route) | 6e                       |
| 12                       | Karolina Kumięga (POL)            | AB-5                     |
| 13                       | Federica Piergiovanni (ITA)       | 21e                      |
| 14                       | Francesca Pellegrini (ITA)        | 65e                      |
| 15                       | Sophia Zwaan (NED)                | 46e                      |
| 16                       | Carlotta Cipressi (ITA)           | NP-1                     |

| EF-Oatly-Cannondale EFC | EF-Oatly-Cannondale EFC | EF-Oatly-Cannondale EFC |
| ----------------------- | ----------------------- | ----------------------- |
| Num                     | Coureuse                | Pos                     |
| 21                      | Letizia Borghesi (ITA)  | 31e                     |
| 22                      | Nina Kessler (NED)      | 60e                     |
| 23                      | Clara Emond (CAN)       | AB-2                    |
| 24                      | Clara Koppenburg (GER)  | 17e                     |
| 25                      | Megan Armitage (IRL)    | 48e                     |
| 26                      | Natalie Quinn (USA)     | 50e                     |

| Laboral Kutxa-Fundación Euskadi LKF | Laboral Kutxa-Fundación Euskadi LKF | Laboral Kutxa-Fundación Euskadi LKF |
| ----------------------------------- | ----------------------------------- | ----------------------------------- |
| Num                                 | Coureuse                            | Pos                                 |
| 31                                  | Usoa Ostolaza (ESP) (route)         | 11e                                 |
| 32                                  | Nadia Quagliotto (ITA)              | 18e                                 |
| 33                                  | Jessenia Meneses (COL)              | 37e                                 |
| 34                                  | Debora Silvestri (ITA)              | 4e                                  |
| 35                                  | Eneritz Vadillo (ESP)               | 34e                                 |
| 36                                  | Lourdes Oyarbide (ESP)              | 77e                                 |

| Lotto Dstny Ladies LDL | Lotto Dstny Ladies LDL     | Lotto Dstny Ladies LDL |
| ---------------------- | -------------------------- | ---------------------- |
| Num                    | Coureuse                   | Pos                    |
| 41                     | Thalita de Jong (NED)      | 1re                    |
| 42                     | Quinty van de Guchte (NED) | 45e                    |
| 43                     | Dina Boels (BEL)           | NP-4                   |
| 45                     | Esmée Gielkens (BEL)       | 62e                    |
| 46                     | Samantha Scott (USA)       | 86e                    |

| St Michel-Mavic-Auber 93 AUB | St Michel-Mavic-Auber 93 AUB | St Michel-Mavic-Auber 93 AUB |
| ---------------------------- | ---------------------------- | ---------------------------- |
| Num                          | Coureuse                     | Pos                          |
| 51                           | Marion Bunel (FRA)           | 2e                           |
| 52                           | Victorie Guilman (FRA)       | AB-5                         |
| 53                           | Dilyxine Miermont (FRA)      | 13e                          |
| 54                           | Camille Fahy (FRA)           | 24e                          |
| 55                           | Célia Le Mouël (FRA)         | 22e                          |
| 56                           | Léa Rondel (FRA)             | 66e                          |

| Cynisca Cycling CYN | Cynisca Cycling CYN        | Cynisca Cycling CYN |
| ------------------- | -------------------------- | ------------------- |
| Num                 | Coureuse                   | Pos                 |
| 61                  | Fiona Mangan (IRL) (route) | 39e                 |
| 62                  | Mara Roldan (CAN)          | 16e                 |
| 63                  | Allison Mrugal (USA)       | 85e                 |
| 64                  | Greta Richioud (FRA)       | AB-3                |
| 65                  | Kayla Davis (USA)          | 67e                 |
| 66                  | Ashley Frye (USA)          | 51e                 |

| Arkéa-B&B Hotels Women ARK | Arkéa-B&B Hotels Women ARK | Arkéa-B&B Hotels Women ARK |
| -------------------------- | -------------------------- | -------------------------- |
| Num                        | Coureuse                   | Pos                        |
| 71                         | Valentina Cavallar (AUT)   | AB-5                       |
| 72                         | Lotte Claes (BEL)          | AB-5                       |
| 73                         | Titia Ryo (FRA)            | 14e                        |
| 74                         | Maëva Squiban (FRA)        | 5e                         |
| 75                         | Maaike Coljé (NED)         | AB-5                       |
| 76                         | Maurène Trégouët (FRA)     | 70e                        |

| Bepink-Bongioanni BPK | Bepink-Bongioanni BPK       | Bepink-Bongioanni BPK |
| --------------------- | --------------------------- | --------------------- |
| Num                   | Coureuse                    | Pos                   |
| 81                    | Ana Vitória Magalhães (BRA) | AB-1                  |
| 82                    | Monica Trinca Colonel (ITA) | 3e                    |
| 83                    | Elisa Valtulini (ITA)       | 23e                   |
| 84                    | Andrea Casagranda (ITA)     | AB-1                  |
| 85                    | Carmela Cipriani (ITA)      | 36e                   |
| 86                    | Irene Cagnazzo (ITA)        | 57e                   |

| Winspace WIN | Winspace WIN             | Winspace WIN |
| ------------ | ------------------------ | ------------ |
| Num          | Coureuse                 | Pos          |
| 91           | Karolina Perekitko (POL) | 7e           |
| 92           | Aurela Nerlo (POL)       | 49e          |
| 93           | Marine Allione (FRA)     | 27e          |
| 94           | Noémie Abgrall (FRA)     | 63e          |
| 95           | Florence Normand (CAN)   | 82e          |
| 96           | Constance Valentin (FRA) | 55e          |

| DNA Pro Cycling DNA | DNA Pro Cycling DNA    | DNA Pro Cycling DNA |
| ------------------- | ---------------------- | ------------------- |
| Num                 | Coureuse               | Pos                 |
| 101                 | Diana Peñuela (COL)    | AB-5                |
| 102                 | Nadia Gontova (CAN)    | 8e                  |
| 103                 | Sarah Van Dam (CAN)    | 9e                  |
| 104                 | Shayna Powless (USA)   | 54e                 |
| 105                 | Sara Poidevin (CAN)    | 76e                 |
| 106                 | Kaitlyn Rauwerda (CAN) | AB-5                |

| Canyon//SRAM Generation CSG | Canyon//SRAM Generation CSG   | Canyon//SRAM Generation CSG |
| --------------------------- | ----------------------------- | --------------------------- |
| Num                         | Coureuse                      | Pos                         |
| 111                         | Ese Lovina Ukpeseraye (route) | AB-2                        |
| 112                         | Anastasiya Kolesava           | 29e                         |
| 113                         | Awen Roberts (GBR)            | 32e                         |
| 114                         | Jule Märkl (GER)              | AB-1                        |
| 115                         | Diane Ingabire (RWA) (route)  | 95e                         |
| 116                         | Zoe Bäckstedt (GBR)           | 78e                         |

| Primeau Vélo - Groupe Abadie ___ | Primeau Vélo - Groupe Abadie ___ | Primeau Vélo - Groupe Abadie ___ |
| -------------------------------- | -------------------------------- | -------------------------------- |
| Num                              | Coureuse                         | Pos                              |
| 121                              | Miryam Núñez (ECU) (route)       | NP-3                             |
| 122                              | Agua Marina Espínola (PAR)       | 56e                              |
| 123                              | Demetra Koukouma (CYP)           | HD-1                             |
| 124                              | Leonie Laubig (GER)              | NP-4                             |
| 125                              | Eva Anguela (ESP)                | NP-1                             |

| Centre mondial du cyclisme WCC | Centre mondial du cyclisme WCC | Centre mondial du cyclisme WCC |
| ------------------------------ | ------------------------------ | ------------------------------ |
| Num                            | Coureuse                       | Pos                            |
| 131                            | Shaknoza Abdullaeva (UZB)      | 83e                            |
| 132                            | Valantine Nzayisenga (RWA)     | 96e                            |
| 133                            | Yulduz Hashimi (AFG)           | 40e                            |
| 134                            | Fariba Hashimi (AFG)           | 25e                            |
| 135                            | Juliana Londoño (COL)          | 38e                            |
| 136                            | Dziyana Lebedz                 | 84e                            |

| Chevalmeire CHE | Chevalmeire CHE     | Chevalmeire CHE |
| --------------- | ------------------- | --------------- |
| Num             | Coureuse            | Pos             |
| 141             | Danique Braam (NED) | AB-5            |
| 142             | Emily Watts (AUS)   | 33e             |
| 143             | Nathalie Bex (BEL)  | 73e             |
| 144             | Cleo Kiekens (BEL)  | 79e             |
| 145             | Hanna Nilsson (SWE) | 52e             |
| 146             | Malin Eriksen (NOR) | 94e             |

| Maxx-Solar Rose Women Racing ___ | Maxx-Solar Rose Women Racing ___ | Maxx-Solar Rose Women Racing ___ |
| -------------------------------- | -------------------------------- | -------------------------------- |
| Num                              | Coureuse                         | Pos                              |
| 152                              | Lea Fuchs (SUI)                  | 35e                              |
| 153                              | Katharina Fox (GER)              | NP-5                             |
| 154                              | Lydia Wegemund (GER)             | 59e                              |
| 156                              | Amélie Hild (FRA)                | AB-1                             |

| GT Krush Rebellease BPC | GT Krush Rebellease BPC  | GT Krush Rebellease BPC |
| ----------------------- | ------------------------ | ----------------------- |
| Num                     | Coureuse                 | Pos                     |
| 161                     | Lea Waldhoff (GER)       | AB-3                    |
| 162                     | Henrietta Colborne (GBR) | HD-2                    |
| 163                     | Renee Van Hout (NED)     | NP-3                    |
| 164                     | Marissa Baks (NED)       | AB-5                    |
| 165                     | Lieke van Zeelst (NED)   | 92e                     |
| 166                     | Anniek Mos (NED)         | 91e                     |

| Liv-AlUla-Jayco Women's Continental Team LJA | Liv-AlUla-Jayco Women's Continental Team LJA | Liv-AlUla-Jayco Women's Continental Team LJA |
| -------------------------------------------- | -------------------------------------------- | -------------------------------------------- |
| Num                                          | Coureuse                                     | Pos                                          |
| 171                                          | Emma Jeffers (GBR)                           | 88e                                          |
| 172                                          | Kaia Schmid (USA)                            | 72e                                          |
| 173                                          | Mackenzie Coupland (AUS)                     | AB-2                                         |
| 174                                          | Matilde Vitillo (ITA)                        | 74e                                          |
| 175                                          | Hélène Hesters (BEL)                         | 93e                                          |
| 176                                          | Noa Jansen (NED)                             | 53e                                          |

| Team Komugi-Grand Est GEK | Team Komugi-Grand Est GEK       | Team Komugi-Grand Est GEK |
| ------------------------- | ------------------------------- | ------------------------- |
| Num                       | Coureuse                        | Pos                       |
| 181                       | Ségolène Thomas (FRA)           | 20e                       |
| 182                       | Anabel Yapura (ARG)             | 43e                       |
| 183                       | Victoire Joncheray (FRA)        | 58e                       |
| 184                       | Laury Milette (CAN)             | 42e                       |
| 185                       | Olympia Bianca Norrid-Mortensen | HD-1                      |
| 186                       | Eyeru Tesfoam Gebru (ETH)       | 47e                       |

| Proximus-Cyclis CT ___ | Proximus-Cyclis CT ___ | Proximus-Cyclis CT ___ |
| ---------------------- | ---------------------- | ---------------------- |
| Num                    | Coureuse               | Pos                    |
| 191                    | Lente Boskamp (NED)    | 81e                    |
| 192                    | Deborah Veerman (NED)  | 30e                    |
| 193                    | Lone Meertens (BEL)    | 87e                    |
| 194                    | Amber Aernouts (NED)   | HD-1                   |
| 195                    | Lisa van Belle (NED)   | AB-5                   |
| 196                    | Loes Sels (BEL)        | AB-5                   |

| A.S.D. K2 Women Team KWT | A.S.D. K2 Women Team KWT  | A.S.D. K2 Women Team KWT |
| ------------------------ | ------------------------- | ------------------------ |
| Num                      | Coureuse                  | Pos                      |
| 202                      | Viktoriia Melnychuk (UKR) | NP-4                     |
| 203                      | Giulia Giuliani (ITA)     | 28e                      |
| 204                      | Vittoria Ruffilli (ITA)   | 44e                      |
| 205                      | Sara Pellegrini (ITA)     | HD-1                     |
| 206                      | Alice Papo (ITA)          | 61e                      |

| Alba Development Road Team ART | Alba Development Road Team ART | Alba Development Road Team ART |
| ------------------------------ | ------------------------------ | ------------------------------ |
| Num                            | Coureuse                       | Pos                            |
| 211                            | Amelia Tyler (IRL)             | HD-1                           |
| 212                            | Arianne Holland (GBR)          | NP-1                           |
| 213                            | Abigail Plowman (GBR)          | AB-1                           |
| 214                            | Beth Morrow (GBR)              | 75e                            |
| 215                            | Eilidh Shaw (GBR)              | 80e                            |
| 216                            | Keira Bond (USA)               | 69e                            |

| Pro-Noctis-200° Coffee-Hargreaves Contracting FLR | Pro-Noctis-200° Coffee-Hargreaves Contracting FLR | Pro-Noctis-200° Coffee-Hargreaves Contracting FLR |
| ------------------------------------------------- | ------------------------------------------------- | ------------------------------------------------- |
| Num                                               | Coureuse                                          | Pos                                               |
| 221                                               | Annabel Ramsay (GBR)                              | HD-2                                              |
| 222                                               | Bexy Dew (GBR)                                    | 90e                                               |
| 223                                               | Lizi Brooke (GBR)                                 | AB-3                                              |

| Pro-Noctis-200° Coffee-Hargreaves Contracting ___ | Pro-Noctis-200° Coffee-Hargreaves Contracting ___ | Pro-Noctis-200° Coffee-Hargreaves Contracting ___ |
| ------------------------------------------------- | ------------------------------------------------- | ------------------------------------------------- |
| Num                                               | Coureuse                                          | Pos                                               |
| 224                                               | Lucy Ellmore (GBR)                                | AB-3                                              |

| Pro-Noctis-200° Coffee-Hargreaves Contracting FLR | Pro-Noctis-200° Coffee-Hargreaves Contracting FLR | Pro-Noctis-200° Coffee-Hargreaves Contracting FLR |
| ------------------------------------------------- | ------------------------------------------------- | ------------------------------------------------- |
| Num                                               | Coureuse                                          | Pos                                               |
| 225                                               | Lucy Harris (GBR)                                 | 89e                                               |
| 226                                               | Maddie Heywood (GBR)                              | AB-5                                              |

| VolkerWessels VWT | VolkerWessels VWT        | VolkerWessels VWT |
| ----------------- | ------------------------ | ----------------- |
| Num               | Coureuse                 | Pos               |
| 231               | Eline Jansen (NED)       | 26e               |
| 232               | Anneke Dijkstra (NED)    | 64e               |
| 234               | Quinty Schoens (NED)     | 41e               |
| 235               | Laura Molenaar (NED)     | 19e               |
| 236               | Julia van Bokhoven (NED) | 71e               |

| FDJ-Suez FST | FDJ-Suez FST          | FDJ-Suez FST |
| ------------ | --------------------- | ------------ |
| Num          | Coureuse              | Pos          |
| 1            | Jade Wiel (FRA)       | 15e          |
| 2            | Gladys Verhulst (FRA) | AB-5         |
| 3            | Léa Curinier (FRA)    | 10e          |
| 4            | Nina Buysman (NED)    | 12e          |
| 5            | Coralie Demay (FRA)   | AB-1         |
| 6            | Eugénie Duval (FRA)   | 68e          |

| UAE Development Team UDT | UAE Development Team UDT          | UAE Development Team UDT |
| ------------------------ | --------------------------------- | ------------------------ |
| Num                      | Coureuse                          | Pos                      |
| 11                       | Dominika Włodarczyk (POL) (route) | 6e                       |
| 12                       | Karolina Kumięga (POL)            | AB-5                     |
| 13                       | Federica Piergiovanni (ITA)       | 21e                      |
| 14                       | Francesca Pellegrini (ITA)        | 65e                      |
| 15                       | Sophia Zwaan (NED)                | 46e                      |
| 16                       | Carlotta Cipressi (ITA)           | NP-1                     |

| EF-Oatly-Cannondale EFC | EF-Oatly-Cannondale EFC | EF-Oatly-Cannondale EFC |
| ----------------------- | ----------------------- | ----------------------- |
| Num                     | Coureuse                | Pos                     |
| 21                      | Letizia Borghesi (ITA)  | 31e                     |
| 22                      | Nina Kessler (NED)      | 60e                     |
| 23                      | Clara Emond (CAN)       | AB-2                    |
| 24                      | Clara Koppenburg (GER)  | 17e                     |
| 25                      | Megan Armitage (IRL)    | 48e                     |
| 26                      | Natalie Quinn (USA)     | 50e                     |

| Laboral Kutxa-Fundación Euskadi LKF | Laboral Kutxa-Fundación Euskadi LKF | Laboral Kutxa-Fundación Euskadi LKF |
| ----------------------------------- | ----------------------------------- | ----------------------------------- |
| Num                                 | Coureuse                            | Pos                                 |
| 31                                  | Usoa Ostolaza (ESP) (route)         | 11e                                 |
| 32                                  | Nadia Quagliotto (ITA)              | 18e                                 |
| 33                                  | Jessenia Meneses (COL)              | 37e                                 |
| 34                                  | Debora Silvestri (ITA)              | 4e                                  |
| 35                                  | Eneritz Vadillo (ESP)               | 34e                                 |
| 36                                  | Lourdes Oyarbide (ESP)              | 77e                                 |

| Lotto Dstny Ladies LDL | Lotto Dstny Ladies LDL     | Lotto Dstny Ladies LDL |
| ---------------------- | -------------------------- | ---------------------- |
| Num                    | Coureuse                   | Pos                    |
| 41                     | Thalita de Jong (NED)      | 1re                    |
| 42                     | Quinty van de Guchte (NED) | 45e                    |
| 43                     | Dina Boels (BEL)           | NP-4                   |
| 45                     | Esmée Gielkens (BEL)       | 62e                    |
| 46                     | Samantha Scott (USA)       | 86e                    |

| St Michel-Mavic-Auber 93 AUB | St Michel-Mavic-Auber 93 AUB | St Michel-Mavic-Auber 93 AUB |
| ---------------------------- | ---------------------------- | ---------------------------- |
| Num                          | Coureuse                     | Pos                          |
| 51                           | Marion Bunel (FRA)           | 2e                           |
| 52                           | Victorie Guilman (FRA)       | AB-5                         |
| 53                           | Dilyxine Miermont (FRA)      | 13e                          |
| 54                           | Camille Fahy (FRA)           | 24e                          |
| 55                           | Célia Le Mouël (FRA)         | 22e                          |
| 56                           | Léa Rondel (FRA)             | 66e                          |

| Cynisca Cycling CYN | Cynisca Cycling CYN        | Cynisca Cycling CYN |
| ------------------- | -------------------------- | ------------------- |
| Num                 | Coureuse                   | Pos                 |
| 61                  | Fiona Mangan (IRL) (route) | 39e                 |
| 62                  | Mara Roldan (CAN)          | 16e                 |
| 63                  | Allison Mrugal (USA)       | 85e                 |
| 64                  | Greta Richioud (FRA)       | AB-3                |
| 65                  | Kayla Davis (USA)          | 67e                 |
| 66                  | Ashley Frye (USA)          | 51e                 |

| Arkéa-B&B Hotels Women ARK | Arkéa-B&B Hotels Women ARK | Arkéa-B&B Hotels Women ARK |
| -------------------------- | -------------------------- | -------------------------- |
| Num                        | Coureuse                   | Pos                        |
| 71                         | Valentina Cavallar (AUT)   | AB-5                       |
| 72                         | Lotte Claes (BEL)          | AB-5                       |
| 73                         | Titia Ryo (FRA)            | 14e                        |
| 74                         | Maëva Squiban (FRA)        | 5e                         |
| 75                         | Maaike Coljé (NED)         | AB-5                       |
| 76                         | Maurène Trégouët (FRA)     | 70e                        |

| Bepink-Bongioanni BPK | Bepink-Bongioanni BPK       | Bepink-Bongioanni BPK |
| --------------------- | --------------------------- | --------------------- |
| Num                   | Coureuse                    | Pos                   |
| 81                    | Ana Vitória Magalhães (BRA) | AB-1                  |
| 82                    | Monica Trinca Colonel (ITA) | 3e                    |
| 83                    | Elisa Valtulini (ITA)       | 23e                   |
| 84                    | Andrea Casagranda (ITA)     | AB-1                  |
| 85                    | Carmela Cipriani (ITA)      | 36e                   |
| 86                    | Irene Cagnazzo (ITA)        | 57e                   |

| Winspace WIN | Winspace WIN             | Winspace WIN |
| ------------ | ------------------------ | ------------ |
| Num          | Coureuse                 | Pos          |
| 91           | Karolina Perekitko (POL) | 7e           |
| 92           | Aurela Nerlo (POL)       | 49e          |
| 93           | Marine Allione (FRA)     | 27e          |
| 94           | Noémie Abgrall (FRA)     | 63e          |
| 95           | Florence Normand (CAN)   | 82e          |
| 96           | Constance Valentin (FRA) | 55e          |

| DNA Pro Cycling DNA | DNA Pro Cycling DNA    | DNA Pro Cycling DNA |
| ------------------- | ---------------------- | ------------------- |
| Num                 | Coureuse               | Pos                 |
| 101                 | Diana Peñuela (COL)    | AB-5                |
| 102                 | Nadia Gontova (CAN)    | 8e                  |
| 103                 | Sarah Van Dam (CAN)    | 9e                  |
| 104                 | Shayna Powless (USA)   | 54e                 |
| 105                 | Sara Poidevin (CAN)    | 76e                 |
| 106                 | Kaitlyn Rauwerda (CAN) | AB-5                |

| Canyon//SRAM Generation CSG | Canyon//SRAM Generation CSG   | Canyon//SRAM Generation CSG |
| --------------------------- | ----------------------------- | --------------------------- |
| Num                         | Coureuse                      | Pos                         |
| 111                         | Ese Lovina Ukpeseraye (route) | AB-2                        |
| 112                         | Anastasiya Kolesava           | 29e                         |
| 113                         | Awen Roberts (GBR)            | 32e                         |
| 114                         | Jule Märkl (GER)              | AB-1                        |
| 115                         | Diane Ingabire (RWA) (route)  | 95e                         |
| 116                         | Zoe Bäckstedt (GBR)           | 78e                         |

| Primeau Vélo - Groupe Abadie ___ | Primeau Vélo - Groupe Abadie ___ | Primeau Vélo - Groupe Abadie ___ |
| -------------------------------- | -------------------------------- | -------------------------------- |
| Num                              | Coureuse                         | Pos                              |
| 121                              | Miryam Núñez (ECU) (route)       | NP-3                             |
| 122                              | Agua Marina Espínola (PAR)       | 56e                              |
| 123                              | Demetra Koukouma (CYP)           | HD-1                             |
| 124                              | Leonie Laubig (GER)              | NP-4                             |
| 125                              | Eva Anguela (ESP)                | NP-1                             |

| Centre mondial du cyclisme WCC | Centre mondial du cyclisme WCC | Centre mondial du cyclisme WCC |
| ------------------------------ | ------------------------------ | ------------------------------ |
| Num                            | Coureuse                       | Pos                            |
| 131                            | Shaknoza Abdullaeva (UZB)      | 83e                            |
| 132                            | Valantine Nzayisenga (RWA)     | 96e                            |
| 133                            | Yulduz Hashimi (AFG)           | 40e                            |
| 134                            | Fariba Hashimi (AFG)           | 25e                            |
| 135                            | Juliana Londoño (COL)          | 38e                            |
| 136                            | Dziyana Lebedz                 | 84e                            |

| Chevalmeire CHE | Chevalmeire CHE     | Chevalmeire CHE |
| --------------- | ------------------- | --------------- |
| Num             | Coureuse            | Pos             |
| 141             | Danique Braam (NED) | AB-5            |
| 142             | Emily Watts (AUS)   | 33e             |
| 143             | Nathalie Bex (BEL)  | 73e             |
| 144             | Cleo Kiekens (BEL)  | 79e             |
| 145             | Hanna Nilsson (SWE) | 52e             |
| 146             | Malin Eriksen (NOR) | 94e             |

| Maxx-Solar Rose Women Racing ___ | Maxx-Solar Rose Women Racing ___ | Maxx-Solar Rose Women Racing ___ |
| -------------------------------- | -------------------------------- | -------------------------------- |
| Num                              | Coureuse                         | Pos                              |
| 152                              | Lea Fuchs (SUI)                  | 35e                              |
| 153                              | Katharina Fox (GER)              | NP-5                             |
| 154                              | Lydia Wegemund (GER)             | 59e                              |
| 156                              | Amélie Hild (FRA)                | AB-1                             |

| GT Krush Rebellease BPC | GT Krush Rebellease BPC  | GT Krush Rebellease BPC |
| ----------------------- | ------------------------ | ----------------------- |
| Num                     | Coureuse                 | Pos                     |
| 161                     | Lea Waldhoff (GER)       | AB-3                    |
| 162                     | Henrietta Colborne (GBR) | HD-2                    |
| 163                     | Renee Van Hout (NED)     | NP-3                    |
| 164                     | Marissa Baks (NED)       | AB-5                    |
| 165                     | Lieke van Zeelst (NED)   | 92e                     |
| 166                     | Anniek Mos (NED)         | 91e                     |

| Liv-AlUla-Jayco Women's Continental Team LJA | Liv-AlUla-Jayco Women's Continental Team LJA | Liv-AlUla-Jayco Women's Continental Team LJA |
| -------------------------------------------- | -------------------------------------------- | -------------------------------------------- |
| Num                                          | Coureuse                                     | Pos                                          |
| 171                                          | Emma Jeffers (GBR)                           | 88e                                          |
| 172                                          | Kaia Schmid (USA)                            | 72e                                          |
| 173                                          | Mackenzie Coupland (AUS)                     | AB-2                                         |
| 174                                          | Matilde Vitillo (ITA)                        | 74e                                          |
| 175                                          | Hélène Hesters (BEL)                         | 93e                                          |
| 176                                          | Noa Jansen (NED)                             | 53e                                          |

| Team Komugi-Grand Est GEK | Team Komugi-Grand Est GEK       | Team Komugi-Grand Est GEK |
| ------------------------- | ------------------------------- | ------------------------- |
| Num                       | Coureuse                        | Pos                       |
| 181                       | Ségolène Thomas (FRA)           | 20e                       |
| 182                       | Anabel Yapura (ARG)             | 43e                       |
| 183                       | Victoire Joncheray (FRA)        | 58e                       |
| 184                       | Laury Milette (CAN)             | 42e                       |
| 185                       | Olympia Bianca Norrid-Mortensen | HD-1                      |
| 186                       | Eyeru Tesfoam Gebru (ETH)       | 47e                       |

| Proximus-Cyclis CT ___ | Proximus-Cyclis CT ___ | Proximus-Cyclis CT ___ |
| ---------------------- | ---------------------- | ---------------------- |
| Num                    | Coureuse               | Pos                    |
| 191                    | Lente Boskamp (NED)    | 81e                    |
| 192                    | Deborah Veerman (NED)  | 30e                    |
| 193                    | Lone Meertens (BEL)    | 87e                    |
| 194                    | Amber Aernouts (NED)   | HD-1                   |
| 195                    | Lisa van Belle (NED)   | AB-5                   |
| 196                    | Loes Sels (BEL)        | AB-5                   |

| A.S.D. K2 Women Team KWT | A.S.D. K2 Women Team KWT  | A.S.D. K2 Women Team KWT |
| ------------------------ | ------------------------- | ------------------------ |
| Num                      | Coureuse                  | Pos                      |
| 202                      | Viktoriia Melnychuk (UKR) | NP-4                     |
| 203                      | Giulia Giuliani (ITA)     | 28e                      |
| 204                      | Vittoria Ruffilli (ITA)   | 44e                      |
| 205                      | Sara Pellegrini (ITA)     | HD-1                     |
| 206                      | Alice Papo (ITA)          | 61e                      |

| Alba Development Road Team ART | Alba Development Road Team ART | Alba Development Road Team ART |
| ------------------------------ | ------------------------------ | ------------------------------ |
| Num                            | Coureuse                       | Pos                            |
| 211                            | Amelia Tyler (IRL)             | HD-1                           |
| 212                            | Arianne Holland (GBR)          | NP-1                           |
| 213                            | Abigail Plowman (GBR)          | AB-1                           |
| 214                            | Beth Morrow (GBR)              | 75e                            |
| 215                            | Eilidh Shaw (GBR)              | 80e                            |
| 216                            | Keira Bond (USA)               | 69e                            |

| Pro-Noctis-200° Coffee-Hargreaves Contracting FLR | Pro-Noctis-200° Coffee-Hargreaves Contracting FLR | Pro-Noctis-200° Coffee-Hargreaves Contracting FLR |
| ------------------------------------------------- | ------------------------------------------------- | ------------------------------------------------- |
| Num                                               | Coureuse                                          | Pos                                               |
| 221                                               | Annabel Ramsay (GBR)                              | HD-2                                              |
| 222                                               | Bexy Dew (GBR)                                    | 90e                                               |
| 223                                               | Lizi Brooke (GBR)                                 | AB-3                                              |

| Pro-Noctis-200° Coffee-Hargreaves Contracting ___ | Pro-Noctis-200° Coffee-Hargreaves Contracting ___ | Pro-Noctis-200° Coffee-Hargreaves Contracting ___ |
| ------------------------------------------------- | ------------------------------------------------- | ------------------------------------------------- |
| Num                                               | Coureuse                                          | Pos                                               |
| 224                                               | Lucy Ellmore (GBR)                                | AB-3                                              |

| Pro-Noctis-200° Coffee-Hargreaves Contracting FLR | Pro-Noctis-200° Coffee-Hargreaves Contracting FLR | Pro-Noctis-200° Coffee-Hargreaves Contracting FLR |
| ------------------------------------------------- | ------------------------------------------------- | ------------------------------------------------- |
| Num                                               | Coureuse                                          | Pos                                               |
| 225                                               | Lucy Harris (GBR)                                 | 89e                                               |
| 226                                               | Maddie Heywood (GBR)                              | AB-5                                              |

| VolkerWessels VWT | VolkerWessels VWT        | VolkerWessels VWT |
| ----------------- | ------------------------ | ----------------- |
| Num               | Coureuse                 | Pos               |
| 231               | Eline Jansen (NED)       | 26e               |
| 232               | Anneke Dijkstra (NED)    | 64e               |
| 234               | Quinty Schoens (NED)     | 41e               |
| 235               | Laura Molenaar (NED)     | 19e               |
| 236               | Julia van Bokhoven (NED) | 71e               |

## Présentation

### Comité d'organisation
Le Vélo Club Vallée du Rhône Ardéchoise organise la course. Le directeur de l'organisation est Louis Jeannin et son adjoint est Gilles Jalade.

### Règlement de la course

#### Délais
Lors d'une course cycliste, les coureurs sont tenus d'arriver dans un laps de temps imparti à la suite du premier pour pouvoir être classés. Les délais prévus sont de 15 % pour la plupart des étapes. Les quatrième, cinquième et septième étapes font exception avec 20 %.

#### Classements et bonifications
Le classement général individuel au temps est calculé par le cumul des temps enregistrés dans chacune des étapes parcourues. Le coureur qui est premier de ce classement est porteur du maillot rose. En cas d'égalité au temps, les centièmes de secondes des contre-la-montres sont comptabilisés. Ensuite, la somme des places obtenues sur chaque étape départage les concurrentes.

##### Classement par points
Le maillot vert, récompense le classement par points. Celui-ci se calcule selon le classement lors des arrivées d'étape.
Lors d'une arrivée d'étape, les dix premières se voient accorder des points selon le décompte suivant : 15, 10, 8, 7, 6, 5, 4, 3, 2 et 1 point. En cas d'égalité, les coureurs sont prioritairement départagés par le nombre de victoires d'étapes. Si l'égalité persiste, le nombre de victoires à des sprints intermédiaires puis éventuellement la place obtenue au classement général entrent en compte. Pour être classé, un coureur doit avoir terminé la course dans les délais.

##### Classement de la meilleure grimpeuse
Le classement de la meilleure grimpeuse, ou classement des monts, est un classement spécifique basé sur les arrivées au sommet des ascensions répertoriées dans l'ensemble de la course. Elles sont classés en trois catégories. Pour les ascensions de première catégorie, le barème est 10, 8, 6, 4 et 2 points pour les cinq premières. Pour les ascensions de deuxième catégorie, le barème est 6, 4, 3 et 2 pour les quatre premières. Pour les ascensions de troisième catégorie, le barème est 3, 2 et 1 points pour les trois premières. Le premier du classement des monts est détenteur du maillot à pois. En cas d'égalité, les coureurs sont prioritairement départagés par le nombre de premières places aux sommets des ascension hors catégorie, puis première catégorie, puis de deuxième catégorie, etc. Si l'égalité persiste, le critère suivant est la place obtenue au classement général. Pour être classé, une coureuse doit avoir terminé la course dans les délais.

##### Classement des rushs
Le maillot violet, récompense le classement des rushs. Celui-ci se calcule selon le classement lors de sprints intermédiaires. Les quatre premières coureuses des sprints intermédiaires reçoivent respectivement 5, 3, 2 et un point. En cas d'égalité, celle ayant le plus de première place s'impose. En case nouvelle égalité, le classement général départage les concurrentes.

##### Classement de la meilleure jeune
Le classement de la meilleure jeune ne concerne qu'une certaine catégorie de coureuses, celles étant âgées de moins de 23 ans. C'est-à-dire aux coureuses nées après le 1er janvier 2002. Ce classement, basé sur le classement général, attribue au premier un maillot blanc.

##### Classement par équipes
Le classement par équipes du jour s’établit par l’addition des trois meilleurs temps individuels de chaque équipe. En cas d’égalité, les équipes sont départagées par le nombre de première place au classement par équipes journalier, ensuite par le nombre de deuxième place au classement par équipes du jour, etc.

##### Classement de la combativité
À l'issue de chaque étape, un jury constitué de quatre personnes attribue à la coureuse ayant le plus mérité, le trophée de la combativité. Il attribue un maillot rouge.

##### Répartition des maillots
Chaque coureuse en tête d'un classement est porteuse du maillot ou du dossard distinctif correspondant. Cependant, dans le cas où une coureuse dominerait plusieurs classements, celle-ci ne porte qu'un seul maillot distinctif, selon une priorité de classements. Le classement général au temps est le classement prioritaire, suivi du classement par points, du classement général du meilleur grimpeur, de celui des rushs, de celui du combiné et du classement de la meilleure jeune. Si ce cas de figure se produit, le maillot correspondant au classement annexe de priorité inférieure n'est pas porté par celui qui domine ce classement mais par son deuxième.

#### Primes
Les étapes permettent de remporter les primes suivantes :
| Position | 1er   | 2e    | 3e    | 4e    | 5e    | 6e    | 7e    | 8e    | 9e    | 10e   |
| Prix     | 716 € | 366 € | 269 € | 219 € | 202 € | 195 € | 181 € | 171 € | 164 € | 157 € |

Les coureuses classées de 16e à la 20e places gagnent 79 €.
Le classement général final attribue les sommes suivantes :
| Position | 1er     | 2e    | 3e    | 4e    | 5e    | 6e    | 7e    | 8e    | 9e    | 10e   | 11e   | 12e   | 13e   | 14e   | 15e  | 16e  | 17e  | 18e  | 19e  | 20e  | 21e  | 22e  | 23e  | 24e  | 25e  |
| Prix     | 1 249 € | 625 € | 430 € | 328 € | 313 € | 297 € | 276 € | 258 € | 245 € | 224 € | 198 € | 177 € | 166 € | 131 € | 88 € | 73 € | 73 € | 73 € | 73 € | 46 € | 46 € | 46 € | 46 € | 46 € | 46 € |

#### Prix
Le classement de la montagne final attribue les sommes suivantes :
| Position | 1er   | 2e    | 3e   | 4e   | 5e   | 6e   | 7e   | 8e   | 9e   | 10e  |
| Prix     | 140 € | 114 € | 98 € | 84 € | 67 € | 50 € | 46 € | 40 € | 35 € | 27 € |

Le classement de la meilleure jeune attribue les sommes suivantes :
| Position | 1er   | 2e    | 3e   | 4e   | 5e   | 6e   |
| Prix     | 130 € | 100 € | 90 € | 80 € | 70 € | 30 € |

Le classement des rushes attribue les sommes suivantes :
| Position | 1er   | 2e    | 3e   | 4e   | 5e   | 6e   | 7e   | 8e   | 9e   | 10e  | 11e  | 12e  | 13e  | 14e  | 15e  | 16e  | 17e  | 18e  | 19e  | 20e  |
| Prix     | 175 € | 120 € | 90 € | 70 € | 60 € | 50 € | 50 € | 50 € | 50 € | 50 € | 30 € | 30 € | 30 € | 30 € | 30 € | 20 € | 20 € | 20 € | 20 € | 20 € |

Le classement par points attribue les sommes suivantes :
| Position | 1er  | 2e   | 3e   | 4e   | 5e   |
| Prix     | 65 € | 65 € | 35 € | 34 € | 19 € |

Le classement par équipes attribue les sommes suivantes :
| Position | 1er   | 2e    | 3e    |
| Prix     | 500 € | 300 € | 200 € |

Le super combatif empoche 150 €.
Chaque jour, la porteuse du maillot rose gagne 400 €, pour les maillot vert, à pois, blanc et violet il s'agit de 200 €. Le maillot rouge attribue 50 €.